# Lista de asteroides (193001-194000)
Esta é uma lista parcial de asteroides, do asteroide número 193001 até o 194000, inclusive. Veja também o índice com todas as listas disponíveis.

| Objeto Próximos à Terra | Cinturão de asteroides (interno) | Cinturão de asteroides (externo) | Centauro       |
| Cruzador de Marte       | Cinturão de asteroides (meio)    | Troianos de Júpiter              | Transnetuniano |

Veja mais dados de cada asteroide na ligação externa para o Minor Planet Center na última coluna.
Índice: 193001... 193101... 193201... 193301... 193401... 193501... 193601... 193701... 193801... 193901... 

## 193001–193100
| Designação | Designação | Descoberta  | Descoberta    | Descobridor(es) | Categoria | Mais informações / Referência |
| Permanente | Provisória | Data        | Local         | Descobridor(es) | Categoria | Mais informações / Referência |
| ---------- | ---------- | ----------- | ------------- | --------------- | --------- | ----------------------------- |
| 193001     | 2000 DZ114 | 27 fev 2000 | Kitt Peak     | Spacewatch      | —         | MPC                           |
| 193002     | 2000 DZ116 | 25 fev 2000 | Kitt Peak     | Spacewatch      | —         | MPC                           |
| 193003     | 2000 EO2   | 3 mar 2000  | Socorro       | LINEAR          | —         | MPC                           |
| 193004     | 2000 EJ5   | 2 mar 2000  | Kitt Peak     | Spacewatch      | —         | MPC                           |
| 193005     | 2000 ER5   | 2 mar 2000  | Kitt Peak     | Spacewatch      | —         | MPC                           |
| 193006     | 2000 ES9   | 3 mar 2000  | Socorro       | LINEAR          | —         | MPC                           |
| 193007     | 2000 ER11  | 4 mar 2000  | Socorro       | LINEAR          | —         | MPC                           |
| 193008     | 2000 EH16  | 3 mar 2000  | Socorro       | LINEAR          | —         | MPC                           |
| 193009     | 2000 EA18  | 4 mar 2000  | Socorro       | LINEAR          | —         | MPC                           |
| 193010     | 2000 EJ18  | 4 mar 2000  | Socorro       | LINEAR          | —         | MPC                           |
| 193011     | 2000 EO19  | 5 mar 2000  | Socorro       | LINEAR          | —         | MPC                           |
| 193012     | 2000 EV25  | 8 mar 2000  | Kitt Peak     | Spacewatch      | —         | MPC                           |
| 193013     | 2000 EP26  | 8 mar 2000  | Socorro       | LINEAR          | —         | MPC                           |
| 193014     | 2000 EC33  | 5 mar 2000  | Socorro       | LINEAR          | —         | MPC                           |
| 193015     | 2000 EN37  | 8 mar 2000  | Socorro       | LINEAR          | —         | MPC                           |
| 193016     | 2000 EQ38  | 8 mar 2000  | Socorro       | LINEAR          | —         | MPC                           |
| 193017     | 2000 EF42  | 8 mar 2000  | Socorro       | LINEAR          | —         | MPC                           |
| 193018     | 2000 EV42  | 8 mar 2000  | Socorro       | LINEAR          | —         | MPC                           |
| 193019     | 2000 EX42  | 8 mar 2000  | Socorro       | LINEAR          | —         | MPC                           |
| 193020     | 2000 EE51  | 3 mar 2000  | Kitt Peak     | Spacewatch      | Brangane  | MPC                           |
| 193021     | 2000 EU52  | 3 mar 2000  | Kitt Peak     | Spacewatch      | —         | MPC                           |
| 193022     | 2000 EA57  | 8 mar 2000  | Socorro       | LINEAR          | —         | MPC                           |
| 193023     | 2000 ET57  | 8 mar 2000  | Socorro       | LINEAR          | —         | MPC                           |
| 193024     | 2000 ET60  | 10 mar 2000 | Socorro       | LINEAR          | —         | MPC                           |
| 193025     | 2000 EQ61  | 10 mar 2000 | Socorro       | LINEAR          | —         | MPC                           |
| 193026     | 2000 EJ66  | 10 mar 2000 | Socorro       | LINEAR          | —         | MPC                           |
| 193027     | 2000 EX67  | 10 mar 2000 | Socorro       | LINEAR          | —         | MPC                           |
| 193028     | 2000 EX70  | 10 mar 2000 | Catalina      | CSS             | —         | MPC                           |
| 193029     | 2000 EB74  | 10 mar 2000 | Kitt Peak     | Spacewatch      | —         | MPC                           |
| 193030     | 2000 EU74  | 11 mar 2000 | Kitt Peak     | Spacewatch      | —         | MPC                           |
| 193031     | 2000 EV76  | 5 mar 2000  | Socorro       | LINEAR          | —         | MPC                           |
| 193032     | 2000 ED80  | 5 mar 2000  | Socorro       | LINEAR          | —         | MPC                           |
| 193033     | 2000 EV91  | 9 mar 2000  | Socorro       | LINEAR          | —         | MPC                           |
| 193034     | 2000 ED115 | 10 mar 2000 | Kitt Peak     | Spacewatch      | —         | MPC                           |
| 193035     | 2000 EH127 | 11 mar 2000 | Anderson Mesa | LONEOS          | —         | MPC                           |
| 193036     | 2000 EP127 | 11 mar 2000 | Anderson Mesa | LONEOS          | —         | MPC                           |
| 193037     | 2000 ET128 | 11 mar 2000 | Anderson Mesa | LONEOS          | —         | MPC                           |
| 193038     | 2000 ER130 | 11 mar 2000 | Anderson Mesa | LONEOS          | —         | MPC                           |
| 193039     | 2000 ES133 | 11 mar 2000 | Anderson Mesa | LONEOS          | Brangane  | MPC                           |
| 193040     | 2000 EC160 | 3 mar 2000  | Socorro       | LINEAR          | —         | MPC                           |
| 193041     | 2000 ER160 | 3 mar 2000  | Socorro       | LINEAR          | Ursula    | MPC                           |
| 193042     | 2000 EO162 | 3 mar 2000  | Socorro       | LINEAR          | —         | MPC                           |
| 193043     | 2000 EF174 | 4 mar 2000  | Socorro       | LINEAR          | —         | MPC                           |
| 193044     | 2000 FL2   | 25 mar 2000 | Kitt Peak     | Spacewatch      | —         | MPC                           |
| 193045     | 2000 FE6   | 25 mar 2000 | Kitt Peak     | Spacewatch      | —         | MPC                           |
| 193046     | 2000 FS8   | 29 mar 2000 | Kitt Peak     | Spacewatch      | —         | MPC                           |
| 193047     | 2000 FW11  | 28 mar 2000 | Socorro       | LINEAR          | —         | MPC                           |
| 193048     | 2000 FW14  | 29 mar 2000 | Socorro       | LINEAR          | —         | MPC                           |
| 193049     | 2000 FJ27  | 27 mar 2000 | Anderson Mesa | LONEOS          | —         | MPC                           |
| 193050     | 2000 FS28  | 27 mar 2000 | Anderson Mesa | LONEOS          | —         | MPC                           |
| 193051     | 2000 FB29  | 27 mar 2000 | Anderson Mesa | LONEOS          | —         | MPC                           |
| 193052     | 2000 FE33  | 29 mar 2000 | Socorro       | LINEAR          | —         | MPC                           |
| 193053     | 2000 FE39  | 29 mar 2000 | Socorro       | LINEAR          | —         | MPC                           |
| 193054     | 2000 FR43  | 29 mar 2000 | Socorro       | LINEAR          | —         | MPC                           |
| 193055     | 2000 FJ45  | 29 mar 2000 | Socorro       | LINEAR          | —         | MPC                           |
| 193056     | 2000 FY50  | 29 mar 2000 | Kitt Peak     | Spacewatch      | —         | MPC                           |
| 193057     | 2000 FR51  | 29 mar 2000 | Kitt Peak     | Spacewatch      | Mitidika  | MPC                           |
| 193058     | 2000 FE64  | 29 mar 2000 | Socorro       | LINEAR          | —         | MPC                           |
| 193059     | 2000 FS66  | 25 mar 2000 | Kitt Peak     | Spacewatch      | —         | MPC                           |
| 193060     | 2000 GL    | 2 abr 2000  | Prescott      | P. G. Comba     | —         | MPC                           |
| 193061     | 2000 GP    | 1 abr 2000  | Kitt Peak     | Spacewatch      | —         | MPC                           |
| 193062     | 2000 GJ5   | 4 abr 2000  | Socorro       | LINEAR          | —         | MPC                           |
| 193063     | 2000 GF7   | 4 abr 2000  | Socorro       | LINEAR          | —         | MPC                           |
| 193064     | 2000 GD9   | 5 abr 2000  | Socorro       | LINEAR          | —         | MPC                           |
| 193065     | 2000 GB12  | 5 abr 2000  | Socorro       | LINEAR          | Ursula    | MPC                           |
| 193066     | 2000 GW13  | 5 abr 2000  | Socorro       | LINEAR          | Brangane  | MPC                           |
| 193067     | 2000 GZ13  | 5 abr 2000  | Socorro       | LINEAR          | —         | MPC                           |
| 193068     | 2000 GE15  | 5 abr 2000  | Socorro       | LINEAR          | —         | MPC                           |
| 193069     | 2000 GS17  | 5 abr 2000  | Socorro       | LINEAR          | Mitidika  | MPC                           |
| 193070     | 2000 GB21  | 5 abr 2000  | Socorro       | LINEAR          | —         | MPC                           |
| 193071     | 2000 GJ23  | 5 abr 2000  | Socorro       | LINEAR          | —         | MPC                           |
| 193072     | 2000 GF24  | 5 abr 2000  | Socorro       | LINEAR          | —         | MPC                           |
| 193073     | 2000 GN25  | 5 abr 2000  | Socorro       | LINEAR          | —         | MPC                           |
| 193074     | 2000 GF26  | 5 abr 2000  | Socorro       | LINEAR          | —         | MPC                           |
| 193075     | 2000 GX29  | 5 abr 2000  | Socorro       | LINEAR          | Chloris   | MPC                           |
| 193076     | 2000 GT30  | 5 abr 2000  | Socorro       | LINEAR          | —         | MPC                           |
| 193077     | 2000 GV30  | 5 abr 2000  | Socorro       | LINEAR          | —         | MPC                           |
| 193078     | 2000 GB31  | 5 abr 2000  | Socorro       | LINEAR          | —         | MPC                           |
| 193079     | 2000 GD34  | 5 abr 2000  | Socorro       | LINEAR          | —         | MPC                           |
| 193080     | 2000 GW36  | 5 abr 2000  | Socorro       | LINEAR          | —         | MPC                           |
| 193081     | 2000 GZ36  | 5 abr 2000  | Socorro       | LINEAR          | —         | MPC                           |
| 193082     | 2000 GS37  | 5 abr 2000  | Socorro       | LINEAR          | Mitidika  | MPC                           |
| 193083     | 2000 GD44  | 5 abr 2000  | Socorro       | LINEAR          | —         | MPC                           |
| 193084     | 2000 GA53  | 5 abr 2000  | Socorro       | LINEAR          | —         | MPC                           |
| 193085     | 2000 GO63  | 5 abr 2000  | Socorro       | LINEAR          | —         | MPC                           |
| 193086     | 2000 GP64  | 5 abr 2000  | Socorro       | LINEAR          | —         | MPC                           |
| 193087     | 2000 GW73  | 5 abr 2000  | Socorro       | LINEAR          | —         | MPC                           |
| 193088     | 2000 GV74  | 5 abr 2000  | Socorro       | LINEAR          | —         | MPC                           |
| 193089     | 2000 GE76  | 5 abr 2000  | Socorro       | LINEAR          | —         | MPC                           |
| 193090     | 2000 GF80  | 6 abr 2000  | Socorro       | LINEAR          | —         | MPC                           |
| 193091     | 2000 GP80  | 6 abr 2000  | Socorro       | LINEAR          | —         | MPC                           |
| 193092     | 2000 GN99  | 7 abr 2000  | Socorro       | LINEAR          | —         | MPC                           |
| 193093     | 2000 GJ103 | 7 abr 2000  | Socorro       | LINEAR          | —         | MPC                           |
| 193094     | 2000 GT110 | 2 abr 2000  | Anderson Mesa | LONEOS          | —         | MPC                           |
| 193095     | 2000 GB112 | 3 abr 2000  | Anderson Mesa | LONEOS          | —         | MPC                           |
| 193096     | 2000 GD113 | 5 abr 2000  | Socorro       | LINEAR          | —         | MPC                           |
| 193097     | 2000 GE115 | 8 abr 2000  | Socorro       | LINEAR          | —         | MPC                           |
| 193098     | 2000 GM118 | 3 abr 2000  | Kitt Peak     | Spacewatch      | —         | MPC                           |
| 193099     | 2000 GW119 | 5 abr 2000  | Kitt Peak     | Spacewatch      | —         | MPC                           |
| 193100     | 2000 GN121 | 6 abr 2000  | Kitt Peak     | Spacewatch      | —         | MPC                           |

## 193101–193200
| Designação     | Designação | Descoberta  | Descoberta          | Descobridor(es) | Categoria | Mais informações / Referência |
| Permanente     | Provisória | Data        | Local               | Descobridor(es) | Categoria | Mais informações / Referência |
| -------------- | ---------- | ----------- | ------------------- | --------------- | --------- | ----------------------------- |
| 193101         | 2000 GQ121 | 6 abr 2000  | Kitt Peak           | Spacewatch      | —         | MPC                           |
| 193102         | 2000 GT121 | 6 abr 2000  | Kitt Peak           | Spacewatch      | —         | MPC                           |
| 193103         | 2000 GD123 | 11 abr 2000 | Prescott            | P. G. Comba     | Chloris   | MPC                           |
| 193104         | 2000 GL128 | 5 abr 2000  | Kitt Peak           | Spacewatch      | —         | MPC                           |
| 193105         | 2000 GD131 | 7 abr 2000  | Kitt Peak           | Spacewatch      | —         | MPC                           |
| 193106         | 2000 GT132 | 8 abr 2000  | Socorro             | LINEAR          | —         | MPC                           |
| 193107         | 2000 GE135 | 8 abr 2000  | Socorro             | LINEAR          | —         | MPC                           |
| 193108         | 2000 GB138 | 4 abr 2000  | Anderson Mesa       | LONEOS          | —         | MPC                           |
| 193109         | 2000 GP151 | 5 abr 2000  | Socorro             | LINEAR          | —         | MPC                           |
| 193110         | 2000 GZ151 | 6 abr 2000  | Socorro             | LINEAR          | —         | MPC                           |
| 193111         | 2000 GC153 | 6 abr 2000  | Anderson Mesa       | LONEOS          | —         | MPC                           |
| 193112         | 2000 GU155 | 6 abr 2000  | Anderson Mesa       | LONEOS          | —         | MPC                           |
| 193113         | 2000 GF159 | 7 abr 2000  | Socorro             | LINEAR          | —         | MPC                           |
| 193114         | 2000 GE166 | 5 abr 2000  | Socorro             | LINEAR          | —         | MPC                           |
| 193115         | 2000 GY170 | 5 abr 2000  | Anderson Mesa       | LONEOS          | —         | MPC                           |
| 193116         | 2000 GG174 | 5 abr 2000  | Anderson Mesa       | LONEOS          | —         | MPC                           |
| 193117         | 2000 GX174 | 3 abr 2000  | Kitt Peak           | Spacewatch      | —         | MPC                           |
| 193118         | 2000 HJ    | 24 abr 2000 | Kitt Peak           | Spacewatch      | —         | MPC                           |
| 193119         | 2000 HT    | 24 abr 2000 | Kitt Peak           | Spacewatch      | —         | MPC                           |
| 193120         | 2000 HE4   | 26 abr 2000 | Kitt Peak           | Spacewatch      | —         | MPC                           |
| 193121         | 2000 HG7   | 28 abr 2000 | Kitt Peak           | Spacewatch      | —         | MPC                           |
| 193122         | 2000 HT9   | 27 abr 2000 | Socorro             | LINEAR          | —         | MPC                           |
| 193123         | 2000 HC11  | 27 abr 2000 | Socorro             | LINEAR          | —         | MPC                           |
| 193124         | 2000 HK22  | 29 abr 2000 | Socorro             | LINEAR          | —         | MPC                           |
| 193125         | 2000 HL25  | 24 abr 2000 | Anderson Mesa       | LONEOS          | —         | MPC                           |
| 193126         | 2000 HN25  | 24 abr 2000 | Anderson Mesa       | LONEOS          | —         | MPC                           |
| 193127         | 2000 HQ25  | 24 abr 2000 | Anderson Mesa       | LONEOS          | —         | MPC                           |
| 193128         | 2000 HU25  | 24 abr 2000 | Anderson Mesa       | LONEOS          | —         | MPC                           |
| 193129         | 2000 HM28  | 29 abr 2000 | Socorro             | LINEAR          | —         | MPC                           |
| 193130         | 2000 HQ43  | 29 abr 2000 | Kitt Peak           | Spacewatch      | Mitidika  | MPC                           |
| 193131         | 2000 HZ44  | 26 abr 2000 | Anderson Mesa       | LONEOS          | —         | MPC                           |
| 193132         | 2000 HY47  | 29 abr 2000 | Socorro             | LINEAR          | Ursula    | MPC                           |
| 193133         | 2000 HA50  | 29 abr 2000 | Socorro             | LINEAR          | —         | MPC                           |
| 193134         | 2000 HY56  | 24 abr 2000 | Anderson Mesa       | LONEOS          | —         | MPC                           |
| 193135         | 2000 HV59  | 25 abr 2000 | Anderson Mesa       | LONEOS          | —         | MPC                           |
| 193136         | 2000 HB62  | 25 abr 2000 | Kitt Peak           | Spacewatch      | —         | MPC                           |
| 193137         | 2000 HC62  | 25 abr 2000 | Kitt Peak           | Spacewatch      | —         | MPC                           |
| 193138         | 2000 HE62  | 25 abr 2000 | Kitt Peak           | Spacewatch      | —         | MPC                           |
| 193139         | 2000 HR63  | 26 abr 2000 | Anderson Mesa       | LONEOS          | Mitidika  | MPC                           |
| 193140         | 2000 HQ67  | 27 abr 2000 | Anderson Mesa       | LONEOS          | Brangane  | MPC                           |
| 193141         | 2000 HT68  | 28 abr 2000 | Kitt Peak           | Spacewatch      | —         | MPC                           |
| 193142         | 2000 HK72  | 26 abr 2000 | Anderson Mesa       | LONEOS          | —         | MPC                           |
| 193143         | 2000 HV81  | 29 abr 2000 | Socorro             | LINEAR          | —         | MPC                           |
| 193144         | 2000 HR89  | 29 abr 2000 | Socorro             | LINEAR          | —         | MPC                           |
| 193145         | 2000 HN90  | 29 abr 2000 | Socorro             | LINEAR          | Ursula    | MPC                           |
| 193146         | 2000 HV97  | 26 abr 2000 | Anderson Mesa       | LONEOS          | —         | MPC                           |
| 193147         | 2000 HZ99  | 27 abr 2000 | Anderson Mesa       | LONEOS          | —         | MPC                           |
| 193148         | 2000 JX3   | 4 mai 2000  | Socorro             | LINEAR          | —         | MPC                           |
| 193149         | 2000 JY4   | 3 mai 2000  | Kitt Peak           | Spacewatch      | —         | MPC                           |
| 193150         | 2000 JU8   | 7 mai 2000  | Prescott            | P. G. Comba     | —         | MPC                           |
| 193151         | 2000 JU21  | 6 mai 2000  | Socorro             | LINEAR          | —         | MPC                           |
| 193152         | 2000 JS22  | 7 mai 2000  | Socorro             | LINEAR          | —         | MPC                           |
| 193153         | 2000 JU25  | 7 mai 2000  | Socorro             | LINEAR          | —         | MPC                           |
| 193154         | 2000 JP43  | 7 mai 2000  | Socorro             | LINEAR          | —         | MPC                           |
| 193155         | 2000 JZ44  | 7 mai 2000  | Socorro             | LINEAR          | Chloris   | MPC                           |
| 193156         | 2000 JD64  | 10 mai 2000 | Socorro             | LINEAR          | —         | MPC                           |
| 193157         | 2000 JT82  | 7 mai 2000  | Socorro             | LINEAR          | —         | MPC                           |
| 193158 Haechan | 2000 KJ4   | 28 mai 2000 | Bohyunsan           | S.-L. Kim       | —         | MPC                           |
| 193159         | 2000 KL7   | 27 mai 2000 | Socorro             | LINEAR          | —         | MPC                           |
| 193160         | 2000 KR8   | 28 mai 2000 | Socorro             | LINEAR          | —         | MPC                           |
| 193161         | 2000 KS8   | 28 mai 2000 | Socorro             | LINEAR          | —         | MPC                           |
| 193162         | 2000 KU8   | 28 mai 2000 | Socorro             | LINEAR          | —         | MPC                           |
| 193163         | 2000 KS9   | 28 mai 2000 | Socorro             | LINEAR          | —         | MPC                           |
| 193164         | 2000 KT9   | 28 mai 2000 | Socorro             | LINEAR          | —         | MPC                           |
| 193165         | 2000 KZ9   | 28 mai 2000 | Socorro             | LINEAR          | —         | MPC                           |
| 193166         | 2000 KM29  | 28 mai 2000 | Socorro             | LINEAR          | —         | MPC                           |
| 193167         | 2000 KK41  | 31 mai 2000 | Prescott            | P. G. Comba     | Mitidika  | MPC                           |
| 193168         | 2000 KU42  | 25 mai 2000 | Kitt Peak           | Spacewatch      | —         | MPC                           |
| 193169         | 2000 KN49  | 30 mai 2000 | Kitt Peak           | Spacewatch      | —         | MPC                           |
| 193170         | 2000 KT49  | 30 mai 2000 | Kitt Peak           | Spacewatch      | —         | MPC                           |
| 193171         | 2000 KT51  | 31 mai 2000 | Kitt Peak           | Spacewatch      | —         | MPC                           |
| 193172         | 2000 LN8   | 7 jun 2000  | Prescott            | P. G. Comba     | —         | MPC                           |
| 193173         | 2000 LE9   | 5 jun 2000  | Socorro             | LINEAR          | —         | MPC                           |
| 193174         | 2000 LF22  | 6 jun 2000  | Kitt Peak           | Spacewatch      | —         | MPC                           |
| 193175         | 2000 OV7   | 30 jul 2000 | Socorro             | LINEAR          | —         | MPC                           |
| 193176         | 2000 OV10  | 23 jul 2000 | Socorro             | LINEAR          | —         | MPC                           |
| 193177         | 2000 OX18  | 23 jul 2000 | Socorro             | LINEAR          | —         | MPC                           |
| 193178         | 2000 PK5   | 4 ago 2000  | Socorro             | LINEAR          | —         | MPC                           |
| 193179         | 2000 PP14  | 1 ago 2000  | Socorro             | LINEAR          | —         | MPC                           |
| 193180         | 2000 PU25  | 4 ago 2000  | Socorro             | LINEAR          | Juno      | MPC                           |
| 193181         | 2000 PK28  | 4 ago 2000  | Haleakalā           | NEAT            | —         | MPC                           |
| 193182         | 2000 QR    | 22 ago 2000 | Drebach             | G. Lehmann      | —         | MPC                           |
| 193183         | 2000 QE16  | 24 ago 2000 | Socorro             | LINEAR          | —         | MPC                           |
| 193184         | 2000 QV37  | 24 ago 2000 | Socorro             | LINEAR          | —         | MPC                           |
| 193185         | 2000 QN42  | 24 ago 2000 | Socorro             | LINEAR          | —         | MPC                           |
| 193186         | 2000 QY45  | 24 ago 2000 | Socorro             | LINEAR          | —         | MPC                           |
| 193187         | 2000 QZ51  | 24 ago 2000 | Socorro             | LINEAR          | Mitidika  | MPC                           |
| 193188         | 2000 QQ56  | 26 ago 2000 | Socorro             | LINEAR          | —         | MPC                           |
| 193189         | 2000 QS56  | 26 ago 2000 | Socorro             | LINEAR          | —         | MPC                           |
| 193190         | 2000 QY59  | 26 ago 2000 | Socorro             | LINEAR          | Mitidika  | MPC                           |
| 193191         | 2000 QT85  | 25 ago 2000 | Socorro             | LINEAR          | —         | MPC                           |
| 193192         | 2000 QS93  | 26 ago 2000 | Socorro             | LINEAR          | —         | MPC                           |
| 193193         | 2000 QD112 | 24 ago 2000 | Socorro             | LINEAR          | —         | MPC                           |
| 193194         | 2000 QH118 | 25 ago 2000 | Socorro             | LINEAR          | —         | MPC                           |
| 193195         | 2000 QP124 | 29 ago 2000 | Socorro             | LINEAR          | —         | MPC                           |
| 193196         | 2000 QS125 | 31 ago 2000 | Socorro             | LINEAR          | —         | MPC                           |
| 193197         | 2000 QQ129 | 30 ago 2000 | Višnjan Observatory | K. Korlević     | —         | MPC                           |
| 193198         | 2000 QT137 | 31 ago 2000 | Socorro             | LINEAR          | —         | MPC                           |
| 193199         | 2000 QL139 | 31 ago 2000 | Socorro             | LINEAR          | —         | MPC                           |
| 193200         | 2000 QZ146 | 31 ago 2000 | Socorro             | LINEAR          | —         | MPC                           |

## 193201–193300
| Designação | Designação | Descoberta  | Descoberta        | Descobridor(es)        | Categoria | Mais informações / Referência |
| Permanente | Provisória | Data        | Local             | Descobridor(es)        | Categoria | Mais informações / Referência |
| ---------- | ---------- | ----------- | ----------------- | ---------------------- | --------- | ----------------------------- |
| 193201     | 2000 QR147 | 31 ago 2000 | Socorro           | LINEAR                 | —         | MPC                           |
| 193202     | 2000 QE155 | 31 ago 2000 | Socorro           | LINEAR                 | —         | MPC                           |
| 193203     | 2000 QF159 | 31 ago 2000 | Socorro           | LINEAR                 | —         | MPC                           |
| 193204     | 2000 QE172 | 31 ago 2000 | Socorro           | LINEAR                 | —         | MPC                           |
| 193205     | 2000 QC192 | 26 ago 2000 | Socorro           | LINEAR                 | —         | MPC                           |
| 193206     | 2000 QL194 | 31 ago 2000 | Socorro           | LINEAR                 | —         | MPC                           |
| 193207     | 2000 QU197 | 29 ago 2000 | Socorro           | LINEAR                 | —         | MPC                           |
| 193208     | 2000 QJ204 | 29 ago 2000 | Socorro           | LINEAR                 | —         | MPC                           |
| 193209     | 2000 QC206 | 31 ago 2000 | Socorro           | LINEAR                 | —         | MPC                           |
| 193210     | 2000 QZ208 | 31 ago 2000 | Socorro           | LINEAR                 | —         | MPC                           |
| 193211     | 2000 QC212 | 31 ago 2000 | Socorro           | LINEAR                 | Mitidika  | MPC                           |
| 193212     | 2000 QE224 | 26 ago 2000 | Socorro           | LINEAR                 | Pallas    | MPC                           |
| 193213     | 2000 QZ226 | 31 ago 2000 | Socorro           | LINEAR                 | —         | MPC                           |
| 193214     | 2000 QB230 | 31 ago 2000 | Socorro           | LINEAR                 | —         | MPC                           |
| 193215     | 2000 QG232 | 31 ago 2000 | Bergisch Gladbach | W. Bickel              | —         | MPC                           |
| 193216     | 2000 RC    | 1 set 2000  | Socorro           | LINEAR                 | Juno      | MPC                           |
| 193217     | 2000 RM8   | 1 set 2000  | Socorro           | LINEAR                 | —         | MPC                           |
| 193218     | 2000 RP25  | 1 set 2000  | Socorro           | LINEAR                 | —         | MPC                           |
| 193219     | 2000 RG29  | 1 set 2000  | Socorro           | LINEAR                 | —         | MPC                           |
| 193220     | 2000 RP30  | 1 set 2000  | Socorro           | LINEAR                 | —         | MPC                           |
| 193221     | 2000 RZ34  | 1 set 2000  | Socorro           | LINEAR                 | —         | MPC                           |
| 193222     | 2000 RS36  | 2 set 2000  | Socorro           | LINEAR                 | —         | MPC                           |
| 193223     | 2000 RJ44  | 3 set 2000  | Socorro           | LINEAR                 | —         | MPC                           |
| 193224     | 2000 RK45  | 3 set 2000  | Socorro           | LINEAR                 | —         | MPC                           |
| 193225     | 2000 RG47  | 3 set 2000  | Socorro           | LINEAR                 | —         | MPC                           |
| 193226     | 2000 RM49  | 5 set 2000  | Socorro           | LINEAR                 | —         | MPC                           |
| 193227     | 2000 RP53  | 7 set 2000  | Kitt Peak         | Spacewatch             | —         | MPC                           |
| 193228     | 2000 RZ57  | 7 set 2000  | Kitt Peak         | Spacewatch             | —         | MPC                           |
| 193229     | 2000 RF80  | 1 set 2000  | Socorro           | LINEAR                 | —         | MPC                           |
| 193230     | 2000 RO82  | 1 set 2000  | Socorro           | LINEAR                 | —         | MPC                           |
| 193231     | 2000 RU83  | 1 set 2000  | Socorro           | LINEAR                 | —         | MPC                           |
| 193232     | 2000 RB91  | 3 set 2000  | Socorro           | LINEAR                 | —         | MPC                           |
| 193233     | 2000 RE103 | 5 set 2000  | Anderson Mesa     | LONEOS                 | —         | MPC                           |
| 193234     | 2000 SY    | 17 set 2000 | Socorro           | LINEAR                 | —         | MPC                           |
| 193235     | 2000 SE2   | 20 set 2000 | Socorro           | LINEAR                 | —         | MPC                           |
| 193236     | 2000 SY7   | 22 set 2000 | Kitt Peak         | Spacewatch             | —         | MPC                           |
| 193237     | 2000 SB9   | 23 set 2000 | Socorro           | LINEAR                 | Juno      | MPC                           |
| 193238     | 2000 ST21  | 24 set 2000 | Socorro           | LINEAR                 | —         | MPC                           |
| 193239     | 2000 SB22  | 24 set 2000 | Socorro           | LINEAR                 | —         | MPC                           |
| 193240     | 2000 SC24  | 24 set 2000 | Socorro           | LINEAR                 | Juno      | MPC                           |
| 193241     | 2000 ST33  | 24 set 2000 | Socorro           | LINEAR                 | Juno      | MPC                           |
| 193242     | 2000 SC35  | 24 set 2000 | Socorro           | LINEAR                 | —         | MPC                           |
| 193243     | 2000 SS42  | 28 set 2000 | Socorro           | LINEAR                 | Juno      | MPC                           |
| 193244     | 2000 SP45  | 22 set 2000 | Socorro           | LINEAR                 | —         | MPC                           |
| 193245     | 2000 SZ51  | 23 set 2000 | Socorro           | LINEAR                 | Phocaea   | MPC                           |
| 193246     | 2000 SS59  | 24 set 2000 | Socorro           | LINEAR                 | —         | MPC                           |
| 193247     | 2000 SC62  | 24 set 2000 | Socorro           | LINEAR                 | —         | MPC                           |
| 193248     | 2000 SA75  | 24 set 2000 | Socorro           | LINEAR                 | —         | MPC                           |
| 193249     | 2000 SJ75  | 24 set 2000 | Socorro           | LINEAR                 | —         | MPC                           |
| 193250     | 2000 SV76  | 24 set 2000 | Socorro           | LINEAR                 | —         | MPC                           |
| 193251     | 2000 SF77  | 24 set 2000 | Socorro           | LINEAR                 | —         | MPC                           |
| 193252     | 2000 SZ77  | 24 set 2000 | Socorro           | LINEAR                 | —         | MPC                           |
| 193253     | 2000 SW78  | 24 set 2000 | Socorro           | LINEAR                 | —         | MPC                           |
| 193254     | 2000 SV79  | 24 set 2000 | Socorro           | LINEAR                 | —         | MPC                           |
| 193255     | 2000 SR85  | 24 set 2000 | Socorro           | LINEAR                 | —         | MPC                           |
| 193256     | 2000 SG104 | 24 set 2000 | Socorro           | LINEAR                 | —         | MPC                           |
| 193257     | 2000 SK106 | 24 set 2000 | Socorro           | LINEAR                 | —         | MPC                           |
| 193258     | 2000 SC120 | 24 set 2000 | Socorro           | LINEAR                 | —         | MPC                           |
| 193259     | 2000 SP120 | 24 set 2000 | Socorro           | LINEAR                 | —         | MPC                           |
| 193260     | 2000 SK123 | 24 set 2000 | Socorro           | LINEAR                 | —         | MPC                           |
| 193261     | 2000 SZ150 | 24 set 2000 | Socorro           | LINEAR                 | —         | MPC                           |
| 193262     | 2000 ST151 | 24 set 2000 | Socorro           | LINEAR                 | —         | MPC                           |
| 193263     | 2000 SJ155 | 24 set 2000 | Socorro           | LINEAR                 | —         | MPC                           |
| 193264     | 2000 SQ155 | 24 set 2000 | Socorro           | LINEAR                 | —         | MPC                           |
| 193265     | 2000 SH159 | 27 set 2000 | Kitt Peak         | Spacewatch             | —         | MPC                           |
| 193266     | 2000 SN163 | 30 set 2000 | Ondřejov          | P. Kušnirák, P. Pravec | —         | MPC                           |
| 193267     | 2000 SY171 | 27 set 2000 | Socorro           | LINEAR                 | —         | MPC                           |
| 193268     | 2000 SQ174 | 28 set 2000 | Socorro           | LINEAR                 | Juno      | MPC                           |
| 193269     | 2000 SK180 | 28 set 2000 | Socorro           | LINEAR                 | Phocaea   | MPC                           |
| 193270     | 2000 SL183 | 20 set 2000 | Haleakalā         | NEAT                   | —         | MPC                           |
| 193271     | 2000 SC184 | 20 set 2000 | Kitt Peak         | Spacewatch             | —         | MPC                           |
| 193272     | 2000 SM188 | 21 set 2000 | Haleakalā         | NEAT                   | —         | MPC                           |
| 193273     | 2000 ST190 | 23 set 2000 | Kitt Peak         | Spacewatch             | —         | MPC                           |
| 193274     | 2000 SV192 | 24 set 2000 | Socorro           | LINEAR                 | Mitidika  | MPC                           |
| 193275     | 2000 SR204 | 24 set 2000 | Socorro           | LINEAR                 | —         | MPC                           |
| 193276     | 2000 SY204 | 24 set 2000 | Socorro           | LINEAR                 | —         | MPC                           |
| 193277     | 2000 SZ209 | 25 set 2000 | Socorro           | LINEAR                 | —         | MPC                           |
| 193278     | 2000 SL212 | 25 set 2000 | Socorro           | LINEAR                 | —         | MPC                           |
| 193279     | 2000 SV212 | 25 set 2000 | Socorro           | LINEAR                 | —         | MPC                           |
| 193280     | 2000 SH213 | 25 set 2000 | Socorro           | LINEAR                 | —         | MPC                           |
| 193281     | 2000 SD214 | 26 set 2000 | Socorro           | LINEAR                 | Koronis   | MPC                           |
| 193282     | 2000 SU215 | 26 set 2000 | Socorro           | LINEAR                 | —         | MPC                           |
| 193283     | 2000 SP220 | 26 set 2000 | Socorro           | LINEAR                 | —         | MPC                           |
| 193284     | 2000 SU226 | 27 set 2000 | Socorro           | LINEAR                 | —         | MPC                           |
| 193285     | 2000 SC227 | 27 set 2000 | Socorro           | LINEAR                 | —         | MPC                           |
| 193286     | 2000 SX231 | 24 set 2000 | Socorro           | LINEAR                 | —         | MPC                           |
| 193287     | 2000 SY231 | 24 set 2000 | Socorro           | LINEAR                 | —         | MPC                           |
| 193288     | 2000 SD232 | 26 set 2000 | Socorro           | LINEAR                 | —         | MPC                           |
| 193289     | 2000 SL232 | 27 set 2000 | Socorro           | LINEAR                 | —         | MPC                           |
| 193290     | 2000 SO232 | 28 set 2000 | Socorro           | LINEAR                 | Juno      | MPC                           |
| 193291     | 2000 SU236 | 24 set 2000 | Socorro           | LINEAR                 | —         | MPC                           |
| 193292     | 2000 SL238 | 26 set 2000 | Socorro           | LINEAR                 | —         | MPC                           |
| 193293     | 2000 SO239 | 27 set 2000 | Socorro           | LINEAR                 | Pallas    | MPC                           |
| 193294     | 2000 SO240 | 26 set 2000 | Socorro           | LINEAR                 | Juno      | MPC                           |
| 193295     | 2000 SK242 | 24 set 2000 | Socorro           | LINEAR                 | —         | MPC                           |
| 193296     | 2000 SR245 | 24 set 2000 | Socorro           | LINEAR                 | —         | MPC                           |
| 193297     | 2000 SF249 | 24 set 2000 | Socorro           | LINEAR                 | Mitidika  | MPC                           |
| 193298     | 2000 SG264 | 26 set 2000 | Socorro           | LINEAR                 | —         | MPC                           |
| 193299     | 2000 SB273 | 28 set 2000 | Socorro           | LINEAR                 | —         | MPC                           |
| 193300     | 2000 SO275 | 28 set 2000 | Socorro           | LINEAR                 | —         | MPC                           |

## 193301–193400
| Designação | Designação | Descoberta  | Descoberta    | Descobridor(es) | Categoria | Mais informações / Referência |
| Permanente | Provisória | Data        | Local         | Descobridor(es) | Categoria | Mais informações / Referência |
| ---------- | ---------- | ----------- | ------------- | --------------- | --------- | ----------------------------- |
| 193301     | 2000 SN276 | 30 set 2000 | Socorro       | LINEAR          | —         | MPC                           |
| 193302     | 2000 SU277 | 30 set 2000 | Socorro       | LINEAR          | —         | MPC                           |
| 193303     | 2000 SF278 | 30 set 2000 | Socorro       | LINEAR          | —         | MPC                           |
| 193304     | 2000 SQ279 | 25 set 2000 | Socorro       | LINEAR          | —         | MPC                           |
| 193305     | 2000 SS281 | 23 set 2000 | Socorro       | LINEAR          | —         | MPC                           |
| 193306     | 2000 SD285 | 23 set 2000 | Socorro       | LINEAR          | Juno      | MPC                           |
| 193307     | 2000 SZ294 | 27 set 2000 | Socorro       | LINEAR          | —         | MPC                           |
| 193308     | 2000 SG300 | 28 set 2000 | Socorro       | LINEAR          | —         | MPC                           |
| 193309     | 2000 SP303 | 28 set 2000 | Socorro       | LINEAR          | —         | MPC                           |
| 193310     | 2000 SR303 | 28 set 2000 | Socorro       | LINEAR          | —         | MPC                           |
| 193311     | 2000 SY304 | 30 set 2000 | Socorro       | LINEAR          | —         | MPC                           |
| 193312     | 2000 SK305 | 30 set 2000 | Socorro       | LINEAR          | —         | MPC                           |
| 193313     | 2000 SR308 | 30 set 2000 | Socorro       | LINEAR          | —         | MPC                           |
| 193314     | 2000 SK309 | 30 set 2000 | Socorro       | LINEAR          | —         | MPC                           |
| 193315     | 2000 SQ317 | 30 set 2000 | Socorro       | LINEAR          | —         | MPC                           |
| 193316     | 2000 SW317 | 30 set 2000 | Socorro       | LINEAR          | —         | MPC                           |
| 193317     | 2000 SS322 | 28 set 2000 | Socorro       | LINEAR          | —         | MPC                           |
| 193318     | 2000 SV322 | 28 set 2000 | Socorro       | LINEAR          | —         | MPC                           |
| 193319     | 2000 SA325 | 28 set 2000 | Kitt Peak     | Spacewatch      | —         | MPC                           |
| 193320     | 2000 SE328 | 30 set 2000 | Socorro       | LINEAR          | —         | MPC                           |
| 193321     | 2000 SN334 | 26 set 2000 | Kitt Peak     | Spacewatch      | —         | MPC                           |
| 193322     | 2000 SM366 | 23 set 2000 | Anderson Mesa | LONEOS          | —         | MPC                           |
| 193323     | 2000 SS367 | 23 set 2000 | Socorro       | LINEAR          | —         | MPC                           |
| 193324     | 2000 ST376 | 25 set 2000 | Anderson Mesa | LONEOS          | —         | MPC                           |
| 193325     | 2000 TE3   | 1 out 2000  | Socorro       | LINEAR          | —         | MPC                           |
| 193326     | 2000 TA10  | 1 out 2000  | Socorro       | LINEAR          | —         | MPC                           |
| 193327     | 2000 TO11  | 1 out 2000  | Socorro       | LINEAR          | —         | MPC                           |
| 193328     | 2000 TW14  | 1 out 2000  | Socorro       | LINEAR          | —         | MPC                           |
| 193329     | 2000 TZ21  | 2 out 2000  | Socorro       | LINEAR          | —         | MPC                           |
| 193330     | 2000 TM26  | 2 out 2000  | Socorro       | LINEAR          | —         | MPC                           |
| 193331     | 2000 TN29  | 3 out 2000  | Socorro       | LINEAR          | —         | MPC                           |
| 193332     | 2000 TP35  | 6 out 2000  | Anderson Mesa | LONEOS          | Juno      | MPC                           |
| 193333     | 2000 TS36  | 6 out 2000  | Anderson Mesa | LONEOS          | —         | MPC                           |
| 193334     | 2000 TL49  | 1 out 2000  | Anderson Mesa | LONEOS          | —         | MPC                           |
| 193335     | 2000 TB65  | 1 out 2000  | Socorro       | LINEAR          | —         | MPC                           |
| 193336     | 2000 TB67  | 2 out 2000  | Socorro       | LINEAR          | —         | MPC                           |
| 193337     | 2000 TZ67  | 3 out 2000  | Socorro       | LINEAR          | —         | MPC                           |
| 193338     | 2000 UR4   | 24 out 2000 | Socorro       | LINEAR          | —         | MPC                           |
| 193339     | 2000 UO5   | 24 out 2000 | Socorro       | LINEAR          | —         | MPC                           |
| 193340     | 2000 UU5   | 19 out 2000 | Kitt Peak     | Spacewatch      | —         | MPC                           |
| 193341     | 2000 UE7   | 24 out 2000 | Socorro       | LINEAR          | —         | MPC                           |
| 193342     | 2000 UG7   | 24 out 2000 | Socorro       | LINEAR          | —         | MPC                           |
| 193343     | 2000 UZ11  | 18 out 2000 | Socorro       | LINEAR          | —         | MPC                           |
| 193344     | 2000 UX14  | 25 out 2000 | Socorro       | LINEAR          | —         | MPC                           |
| 193345     | 2000 UC17  | 24 out 2000 | Socorro       | LINEAR          | —         | MPC                           |
| 193346     | 2000 UD18  | 24 out 2000 | Socorro       | LINEAR          | —         | MPC                           |
| 193347     | 2000 UL19  | 24 out 2000 | Socorro       | LINEAR          | —         | MPC                           |
| 193348     | 2000 US21  | 24 out 2000 | Socorro       | LINEAR          | —         | MPC                           |
| 193349     | 2000 UU22  | 24 out 2000 | Socorro       | LINEAR          | —         | MPC                           |
| 193350     | 2000 US24  | 24 out 2000 | Socorro       | LINEAR          | Juno      | MPC                           |
| 193351     | 2000 UF29  | 31 out 2000 | Socorro       | LINEAR          | —         | MPC                           |
| 193352     | 2000 UL30  | 31 out 2000 | Socorro       | LINEAR          | —         | MPC                           |
| 193353     | 2000 UU32  | 29 out 2000 | Kitt Peak     | Spacewatch      | —         | MPC                           |
| 193354     | 2000 UX34  | 24 out 2000 | Socorro       | LINEAR          | Juno      | MPC                           |
| 193355     | 2000 UO42  | 24 out 2000 | Socorro       | LINEAR          | —         | MPC                           |
| 193356     | 2000 UB43  | 24 out 2000 | Socorro       | LINEAR          | Mitidika  | MPC                           |
| 193357     | 2000 UM45  | 24 out 2000 | Socorro       | LINEAR          | —         | MPC                           |
| 193358     | 2000 UN46  | 24 out 2000 | Socorro       | LINEAR          | —         | MPC                           |
| 193359     | 2000 UQ49  | 24 out 2000 | Socorro       | LINEAR          | —         | MPC                           |
| 193360     | 2000 UB50  | 24 out 2000 | Socorro       | LINEAR          | —         | MPC                           |
| 193361     | 2000 UC52  | 24 out 2000 | Socorro       | LINEAR          | —         | MPC                           |
| 193362     | 2000 UT59  | 25 out 2000 | Socorro       | LINEAR          | —         | MPC                           |
| 193363     | 2000 UL62  | 25 out 2000 | Socorro       | LINEAR          | —         | MPC                           |
| 193364     | 2000 UC63  | 25 out 2000 | Socorro       | LINEAR          | —         | MPC                           |
| 193365     | 2000 UV65  | 25 out 2000 | Socorro       | LINEAR          | —         | MPC                           |
| 193366     | 2000 UJ67  | 25 out 2000 | Socorro       | LINEAR          | —         | MPC                           |
| 193367     | 2000 UC71  | 25 out 2000 | Socorro       | LINEAR          | —         | MPC                           |
| 193368     | 2000 UL71  | 25 out 2000 | Socorro       | LINEAR          | —         | MPC                           |
| 193369     | 2000 UH73  | 25 out 2000 | Socorro       | LINEAR          | —         | MPC                           |
| 193370     | 2000 UH83  | 30 out 2000 | Socorro       | LINEAR          | —         | MPC                           |
| 193371     | 2000 UM88  | 31 out 2000 | Socorro       | LINEAR          | —         | MPC                           |
| 193372     | 2000 UV98  | 25 out 2000 | Socorro       | LINEAR          | —         | MPC                           |
| 193373     | 2000 UF105 | 29 out 2000 | Socorro       | LINEAR          | —         | MPC                           |
| 193374     | 2000 UT107 | 30 out 2000 | Socorro       | LINEAR          | —         | MPC                           |
| 193375     | 2000 UB108 | 30 out 2000 | Socorro       | LINEAR          | —         | MPC                           |
| 193376     | 2000 UP109 | 31 out 2000 | Socorro       | LINEAR          | —         | MPC                           |
| 193377     | 2000 VD1   | 1 nov 2000  | Kitt Peak     | Spacewatch      | —         | MPC                           |
| 193378     | 2000 VY16  | 1 nov 2000  | Socorro       | LINEAR          | —         | MPC                           |
| 193379     | 2000 VP19  | 1 nov 2000  | Socorro       | LINEAR          | —         | MPC                           |
| 193380     | 2000 VY23  | 1 nov 2000  | Socorro       | LINEAR          | —         | MPC                           |
| 193381     | 2000 VK24  | 1 nov 2000  | Socorro       | LINEAR          | —         | MPC                           |
| 193382     | 2000 VO24  | 1 nov 2000  | Socorro       | LINEAR          | —         | MPC                           |
| 193383     | 2000 VT27  | 1 nov 2000  | Socorro       | LINEAR          | —         | MPC                           |
| 193384     | 2000 VW28  | 1 nov 2000  | Socorro       | LINEAR          | —         | MPC                           |
| 193385     | 2000 VC30  | 1 nov 2000  | Socorro       | LINEAR          | —         | MPC                           |
| 193386     | 2000 VV30  | 1 nov 2000  | Socorro       | LINEAR          | —         | MPC                           |
| 193387     | 2000 VD35  | 1 nov 2000  | Socorro       | LINEAR          | —         | MPC                           |
| 193388     | 2000 VM35  | 1 nov 2000  | Socorro       | LINEAR          | —         | MPC                           |
| 193389     | 2000 VV44  | 2 nov 2000  | Socorro       | LINEAR          | Juno      | MPC                           |
| 193390     | 2000 VX44  | 3 nov 2000  | Socorro       | LINEAR          | Eos       | MPC                           |
| 193391     | 2000 VQ45  | 2 nov 2000  | Socorro       | LINEAR          | —         | MPC                           |
| 193392     | 2000 VA54  | 3 nov 2000  | Socorro       | LINEAR          | —         | MPC                           |
| 193393     | 2000 VX61  | 9 nov 2000  | Socorro       | LINEAR          | Juno      | MPC                           |
| 193394     | 2000 WX1   | 17 nov 2000 | Kitt Peak     | Spacewatch      | —         | MPC                           |
| 193395     | 2000 WU6   | 19 nov 2000 | Socorro       | LINEAR          | —         | MPC                           |
| 193396     | 2000 WH8   | 20 nov 2000 | Socorro       | LINEAR          | —         | MPC                           |
| 193397     | 2000 WQ9   | 22 nov 2000 | Bohyunsan     | Bohyunsan Obs.  | —         | MPC                           |
| 193398     | 2000 WY13  | 20 nov 2000 | Socorro       | LINEAR          | Juno      | MPC                           |
| 193399     | 2000 WG15  | 20 nov 2000 | Socorro       | LINEAR          | —         | MPC                           |
| 193400     | 2000 WC18  | 21 nov 2000 | Socorro       | LINEAR          | —         | MPC                           |

## 193401–193500
| Designação | Designação | Descoberta  | Descoberta          | Descobridor(es)       | Categoria | Mais informações / Referência |
| Permanente | Provisória | Data        | Local               | Descobridor(es)       | Categoria | Mais informações / Referência |
| ---------- | ---------- | ----------- | ------------------- | --------------------- | --------- | ----------------------------- |
| 193401     | 2000 WA20  | 23 nov 2000 | Kitt Peak           | Spacewatch            | —         | MPC                           |
| 193402     | 2000 WK25  | 21 nov 2000 | Socorro             | LINEAR                | —         | MPC                           |
| 193403     | 2000 WK29  | 21 nov 2000 | Socorro             | LINEAR                | —         | MPC                           |
| 193404     | 2000 WS29  | 25 nov 2000 | Socorro             | LINEAR                | —         | MPC                           |
| 193405     | 2000 WW30  | 20 nov 2000 | Socorro             | LINEAR                | —         | MPC                           |
| 193406     | 2000 WL36  | 20 nov 2000 | Socorro             | LINEAR                | —         | MPC                           |
| 193407     | 2000 WT37  | 20 nov 2000 | Socorro             | LINEAR                | —         | MPC                           |
| 193408     | 2000 WB38  | 20 nov 2000 | Socorro             | LINEAR                | —         | MPC                           |
| 193409     | 2000 WF38  | 20 nov 2000 | Socorro             | LINEAR                | —         | MPC                           |
| 193410     | 2000 WS50  | 26 nov 2000 | Socorro             | LINEAR                | —         | MPC                           |
| 193411     | 2000 WR53  | 27 nov 2000 | Kitt Peak           | Spacewatch            | —         | MPC                           |
| 193412     | 2000 WV59  | 21 nov 2000 | Socorro             | LINEAR                | Pallas    | MPC                           |
| 193413     | 2000 WH61  | 21 nov 2000 | Socorro             | LINEAR                | —         | MPC                           |
| 193414     | 2000 WQ65  | 28 nov 2000 | Kitt Peak           | Spacewatch            | —         | MPC                           |
| 193415     | 2000 WB67  | 26 nov 2000 | Socorro             | LINEAR                | Juno      | MPC                           |
| 193416     | 2000 WZ67  | 29 nov 2000 | Kitt Peak           | Kitt Peak Obs.        | —         | MPC                           |
| 193417     | 2000 WJ69  | 19 nov 2000 | Socorro             | LINEAR                | —         | MPC                           |
| 193418     | 2000 WY69  | 19 nov 2000 | Socorro             | LINEAR                | —         | MPC                           |
| 193419     | 2000 WG85  | 20 nov 2000 | Socorro             | LINEAR                | —         | MPC                           |
| 193420     | 2000 WX87  | 20 nov 2000 | Socorro             | LINEAR                | —         | MPC                           |
| 193421     | 2000 WD88  | 20 nov 2000 | Socorro             | LINEAR                | —         | MPC                           |
| 193422     | 2000 WT88  | 20 nov 2000 | Socorro             | LINEAR                | —         | MPC                           |
| 193423     | 2000 WS92  | 21 nov 2000 | Socorro             | LINEAR                | —         | MPC                           |
| 193424     | 2000 WZ92  | 21 nov 2000 | Socorro             | LINEAR                | —         | MPC                           |
| 193425     | 2000 WA93  | 21 nov 2000 | Socorro             | LINEAR                | —         | MPC                           |
| 193426     | 2000 WL93  | 21 nov 2000 | Socorro             | LINEAR                | —         | MPC                           |
| 193427     | 2000 WB97  | 21 nov 2000 | Socorro             | LINEAR                | —         | MPC                           |
| 193428     | 2000 WE101 | 21 nov 2000 | Socorro             | LINEAR                | —         | MPC                           |
| 193429     | 2000 WJ102 | 26 nov 2000 | Socorro             | LINEAR                | —         | MPC                           |
| 193430     | 2000 WP108 | 20 nov 2000 | Socorro             | LINEAR                | —         | MPC                           |
| 193431     | 2000 WX108 | 20 nov 2000 | Socorro             | LINEAR                | —         | MPC                           |
| 193432     | 2000 WA111 | 20 nov 2000 | Socorro             | LINEAR                | —         | MPC                           |
| 193433     | 2000 WE113 | 20 nov 2000 | Socorro             | LINEAR                | —         | MPC                           |
| 193434     | 2000 WZ115 | 20 nov 2000 | Socorro             | LINEAR                | —         | MPC                           |
| 193435     | 2000 WO116 | 20 nov 2000 | Socorro             | LINEAR                | —         | MPC                           |
| 193436     | 2000 WB117 | 20 nov 2000 | Socorro             | LINEAR                | —         | MPC                           |
| 193437     | 2000 WK120 | 20 nov 2000 | Socorro             | LINEAR                | —         | MPC                           |
| 193438     | 2000 WF123 | 29 nov 2000 | Socorro             | LINEAR                | —         | MPC                           |
| 193439     | 2000 WS124 | 29 nov 2000 | Socorro             | LINEAR                | —         | MPC                           |
| 193440     | 2000 WR126 | 16 nov 2000 | Kitt Peak           | Spacewatch            | —         | MPC                           |
| 193441     | 2000 WO127 | 17 nov 2000 | Kitt Peak           | Spacewatch            | —         | MPC                           |
| 193442     | 2000 WC129 | 19 nov 2000 | Kitt Peak           | Spacewatch            | —         | MPC                           |
| 193443     | 2000 WC131 | 20 nov 2000 | Anderson Mesa       | LONEOS                | —         | MPC                           |
| 193444     | 2000 WL135 | 19 nov 2000 | Socorro             | LINEAR                | —         | MPC                           |
| 193445     | 2000 WJ136 | 20 nov 2000 | Socorro             | LINEAR                | —         | MPC                           |
| 193446     | 2000 WR139 | 21 nov 2000 | Socorro             | LINEAR                | —         | MPC                           |
| 193447     | 2000 WS140 | 21 nov 2000 | Socorro             | LINEAR                | —         | MPC                           |
| 193448     | 2000 WG143 | 20 nov 2000 | Anderson Mesa       | LONEOS                | —         | MPC                           |
| 193449     | 2000 WW146 | 28 nov 2000 | Haleakalā           | NEAT                  | —         | MPC                           |
| 193450     | 2000 WQ151 | 29 nov 2000 | Višnjan Observatory | K. Korlević           | —         | MPC                           |
| 193451     | 2000 WB158 | 30 nov 2000 | Socorro             | LINEAR                | —         | MPC                           |
| 193452     | 2000 WO168 | 25 nov 2000 | Anderson Mesa       | LONEOS                | —         | MPC                           |
| 193453     | 2000 WV169 | 24 nov 2000 | Anderson Mesa       | LONEOS                | —         | MPC                           |
| 193454     | 2000 WX174 | 26 nov 2000 | Socorro             | LINEAR                | —         | MPC                           |
| 193455     | 2000 WH181 | 30 nov 2000 | Anderson Mesa       | LONEOS                | —         | MPC                           |
| 193456     | 2000 XZ1   | 1 dez 2000  | Socorro             | LINEAR                | Juno      | MPC                           |
| 193457     | 2000 XJ2   | 1 dez 2000  | Bohyunsan           | Bohyunsan Obs.        | —         | MPC                           |
| 193458     | 2000 XQ4   | 1 dez 2000  | Socorro             | LINEAR                | —         | MPC                           |
| 193459     | 2000 XK5   | 1 dez 2000  | Socorro             | LINEAR                | —         | MPC                           |
| 193460     | 2000 XE6   | 1 dez 2000  | Socorro             | LINEAR                | —         | MPC                           |
| 193461     | 2000 XZ6   | 1 dez 2000  | Socorro             | LINEAR                | —         | MPC                           |
| 193462     | 2000 XE7   | 1 dez 2000  | Socorro             | LINEAR                | —         | MPC                           |
| 193463     | 2000 XF10  | 1 dez 2000  | Socorro             | LINEAR                | —         | MPC                           |
| 193464     | 2000 XH12  | 4 dez 2000  | Socorro             | LINEAR                | —         | MPC                           |
| 193465     | 2000 XJ13  | 4 dez 2000  | Socorro             | LINEAR                | —         | MPC                           |
| 193466     | 2000 XA16  | 1 dez 2000  | Socorro             | LINEAR                | —         | MPC                           |
| 193467     | 2000 XK17  | 1 dez 2000  | Socorro             | LINEAR                | —         | MPC                           |
| 193468     | 2000 XL17  | 1 dez 2000  | Socorro             | LINEAR                | —         | MPC                           |
| 193469     | 2000 XL18  | 4 dez 2000  | Socorro             | LINEAR                | —         | MPC                           |
| 193470     | 2000 XU19  | 4 dez 2000  | Socorro             | LINEAR                | Phocaea   | MPC                           |
| 193471     | 2000 XR20  | 4 dez 2000  | Socorro             | LINEAR                | —         | MPC                           |
| 193472     | 2000 XH22  | 4 dez 2000  | Socorro             | LINEAR                | —         | MPC                           |
| 193473     | 2000 XV24  | 4 dez 2000  | Socorro             | LINEAR                | Phocaea   | MPC                           |
| 193474     | 2000 XH25  | 4 dez 2000  | Socorro             | LINEAR                | —         | MPC                           |
| 193475     | 2000 XO27  | 4 dez 2000  | Socorro             | LINEAR                | —         | MPC                           |
| 193476     | 2000 XR31  | 4 dez 2000  | Socorro             | LINEAR                | —         | MPC                           |
| 193477     | 2000 XO36  | 5 dez 2000  | Socorro             | LINEAR                | —         | MPC                           |
| 193478     | 2000 XN37  | 5 dez 2000  | Socorro             | LINEAR                | —         | MPC                           |
| 193479     | 2000 XG41  | 5 dez 2000  | Socorro             | LINEAR                | —         | MPC                           |
| 193480     | 2000 XL41  | 5 dez 2000  | Socorro             | LINEAR                | —         | MPC                           |
| 193481     | 2000 XU42  | 5 dez 2000  | Socorro             | LINEAR                | —         | MPC                           |
| 193482     | 2000 XQ43  | 5 dez 2000  | Socorro             | LINEAR                | —         | MPC                           |
| 193483     | 2000 XN46  | 7 dez 2000  | Socorro             | LINEAR                | —         | MPC                           |
| 193484     | 2000 XY52  | 6 dez 2000  | Socorro             | LINEAR                | Meliboea  | MPC                           |
| 193485     | 2000 XD53  | 6 dez 2000  | Socorro             | LINEAR                | —         | MPC                           |
| 193486     | 2000 XF53  | 6 dez 2000  | Socorro             | LINEAR                | —         | MPC                           |
| 193487     | 2000 XL53  | 14 dez 2000 | Bohyunsan           | Y.-B. Jeon, B.-C. Lee | —         | MPC                           |
| 193488     | 2000 YQ    | 16 dez 2000 | Socorro             | LINEAR                | —         | MPC                           |
| 193489     | 2000 YT1   | 17 dez 2000 | Socorro             | LINEAR                | —         | MPC                           |
| 193490     | 2000 YW5   | 19 dez 2000 | Socorro             | LINEAR                | —         | MPC                           |
| 193491     | 2000 YE6   | 20 dez 2000 | Socorro             | LINEAR                | —         | MPC                           |
| 193492     | 2000 YH6   | 20 dez 2000 | Socorro             | LINEAR                | —         | MPC                           |
| 193493     | 2000 YZ7   | 21 dez 2000 | Heppenheim          | Starkenburg Obs.      | —         | MPC                           |
| 193494     | 2000 YX9   | 20 dez 2000 | Socorro             | LINEAR                | —         | MPC                           |
| 193495     | 2000 YK10  | 21 dez 2000 | Socorro             | LINEAR                | —         | MPC                           |
| 193496     | 2000 YA16  | 22 dez 2000 | Anderson Mesa       | LONEOS                | —         | MPC                           |
| 193497     | 2000 YR16  | 20 dez 2000 | Socorro             | LINEAR                | —         | MPC                           |
| 193498     | 2000 YS17  | 25 dez 2000 | Ondřejov            | P. Kušnirák           | —         | MPC                           |
| 193499     | 2000 YL20  | 27 dez 2000 | Kitt Peak           | Spacewatch            | Phocaea   | MPC                           |
| 193500     | 2000 YX22  | 28 dez 2000 | Kitt Peak           | Spacewatch            | —         | MPC                           |

## 193501–193600
| Designação | Designação | Descoberta  | Descoberta    | Descobridor(es) | Categoria | Mais informações / Referência |
| Permanente | Provisória | Data        | Local         | Descobridor(es) | Categoria | Mais informações / Referência |
| ---------- | ---------- | ----------- | ------------- | --------------- | --------- | ----------------------------- |
| 193501     | 2000 YL23  | 28 dez 2000 | Kitt Peak     | Spacewatch      | —         | MPC                           |
| 193502     | 2000 YR24  | 28 dez 2000 | Kitt Peak     | Spacewatch      | —         | MPC                           |
| 193503     | 2000 YC27  | 26 dez 2000 | Haleakalā     | NEAT            | —         | MPC                           |
| 193504     | 2000 YH36  | 30 dez 2000 | Socorro       | LINEAR          | —         | MPC                           |
| 193505     | 2000 YP36  | 30 dez 2000 | Socorro       | LINEAR          | —         | MPC                           |
| 193506     | 2000 YY38  | 30 dez 2000 | Socorro       | LINEAR          | —         | MPC                           |
| 193507     | 2000 YF40  | 30 dez 2000 | Socorro       | LINEAR          | —         | MPC                           |
| 193508     | 2000 YG46  | 30 dez 2000 | Socorro       | LINEAR          | —         | MPC                           |
| 193509     | 2000 YV46  | 30 dez 2000 | Socorro       | LINEAR          | —         | MPC                           |
| 193510     | 2000 YL50  | 30 dez 2000 | Socorro       | LINEAR          | —         | MPC                           |
| 193511     | 2000 YS50  | 30 dez 2000 | Socorro       | LINEAR          | —         | MPC                           |
| 193512     | 2000 YG52  | 30 dez 2000 | Socorro       | LINEAR          | —         | MPC                           |
| 193513     | 2000 YG53  | 30 dez 2000 | Socorro       | LINEAR          | —         | MPC                           |
| 193514     | 2000 YA55  | 30 dez 2000 | Socorro       | LINEAR          | —         | MPC                           |
| 193515     | 2000 YU55  | 30 dez 2000 | Socorro       | LINEAR          | —         | MPC                           |
| 193516     | 2000 YL57  | 30 dez 2000 | Socorro       | LINEAR          | —         | MPC                           |
| 193517     | 2000 YR57  | 30 dez 2000 | Socorro       | LINEAR          | —         | MPC                           |
| 193518     | 2000 YA59  | 30 dez 2000 | Socorro       | LINEAR          | —         | MPC                           |
| 193519     | 2000 YP60  | 30 dez 2000 | Socorro       | LINEAR          | —         | MPC                           |
| 193520     | 2000 YS60  | 30 dez 2000 | Socorro       | LINEAR          | —         | MPC                           |
| 193521     | 2000 YG63  | 30 dez 2000 | Socorro       | LINEAR          | —         | MPC                           |
| 193522     | 2000 YL66  | 30 dez 2000 | Haleakalā     | NEAT            | Juno      | MPC                           |
| 193523     | 2000 YE73  | 30 dez 2000 | Socorro       | LINEAR          | —         | MPC                           |
| 193524     | 2000 YZ74  | 30 dez 2000 | Socorro       | LINEAR          | —         | MPC                           |
| 193525     | 2000 YL80  | 30 dez 2000 | Socorro       | LINEAR          | —         | MPC                           |
| 193526     | 2000 YB83  | 30 dez 2000 | Socorro       | LINEAR          | —         | MPC                           |
| 193527     | 2000 YU83  | 30 dez 2000 | Socorro       | LINEAR          | —         | MPC                           |
| 193528     | 2000 YB86  | 30 dez 2000 | Socorro       | LINEAR          | —         | MPC                           |
| 193529     | 2000 YV86  | 30 dez 2000 | Socorro       | LINEAR          | —         | MPC                           |
| 193530     | 2000 YM91  | 30 dez 2000 | Socorro       | LINEAR          | —         | MPC                           |
| 193531     | 2000 YZ91  | 30 dez 2000 | Socorro       | LINEAR          | —         | MPC                           |
| 193532     | 2000 YC96  | 30 dez 2000 | Socorro       | LINEAR          | —         | MPC                           |
| 193533     | 2000 YD97  | 30 dez 2000 | Socorro       | LINEAR          | —         | MPC                           |
| 193534     | 2000 YQ109 | 30 dez 2000 | Socorro       | LINEAR          | —         | MPC                           |
| 193535     | 2000 YS109 | 30 dez 2000 | Socorro       | LINEAR          | Vesta     | MPC                           |
| 193536     | 2000 YT109 | 30 dez 2000 | Socorro       | LINEAR          | —         | MPC                           |
| 193537     | 2000 YU112 | 30 dez 2000 | Socorro       | LINEAR          | —         | MPC                           |
| 193538     | 2000 YX112 | 30 dez 2000 | Socorro       | LINEAR          | —         | MPC                           |
| 193539     | 2000 YJ113 | 30 dez 2000 | Socorro       | LINEAR          | —         | MPC                           |
| 193540     | 2000 YN113 | 30 dez 2000 | Socorro       | LINEAR          | —         | MPC                           |
| 193541     | 2000 YO113 | 30 dez 2000 | Socorro       | LINEAR          | —         | MPC                           |
| 193542     | 2000 YC114 | 30 dez 2000 | Socorro       | LINEAR          | —         | MPC                           |
| 193543     | 2000 YT115 | 30 dez 2000 | Socorro       | LINEAR          | —         | MPC                           |
| 193544     | 2000 YL117 | 30 dez 2000 | Socorro       | LINEAR          | —         | MPC                           |
| 193545     | 2000 YN117 | 30 dez 2000 | Socorro       | LINEAR          | —         | MPC                           |
| 193546     | 2000 YJ120 | 19 dez 2000 | Socorro       | LINEAR          | —         | MPC                           |
| 193547     | 2000 YY120 | 20 dez 2000 | Socorro       | LINEAR          | —         | MPC                           |
| 193548     | 2000 YD121 | 21 dez 2000 | Socorro       | LINEAR          | —         | MPC                           |
| 193549     | 2000 YE122 | 28 dez 2000 | Kitt Peak     | Spacewatch      | —         | MPC                           |
| 193550     | 2000 YM125 | 29 dez 2000 | Anderson Mesa | LONEOS          | —         | MPC                           |
| 193551     | 2000 YX125 | 29 dez 2000 | Anderson Mesa | LONEOS          | —         | MPC                           |
| 193552     | 2000 YR126 | 29 dez 2000 | Anderson Mesa | LONEOS          | —         | MPC                           |
| 193553     | 2000 YF132 | 30 dez 2000 | Socorro       | LINEAR          | —         | MPC                           |
| 193554     | 2000 YH133 | 31 dez 2000 | Anderson Mesa | LONEOS          | —         | MPC                           |
| 193555     | 2000 YL136 | 23 dez 2000 | Socorro       | LINEAR          | —         | MPC                           |
| 193556     | 2000 YX139 | 31 dez 2000 | Anderson Mesa | LONEOS          | —         | MPC                           |
| 193557     | 2001 AS3   | 2 jan 2001  | Socorro       | LINEAR          | —         | MPC                           |
| 193558     | 2001 AA4   | 2 jan 2001  | Socorro       | LINEAR          | Phocaea   | MPC                           |
| 193559     | 2001 AM4   | 2 jan 2001  | Socorro       | LINEAR          | —         | MPC                           |
| 193560     | 2001 AW10  | 2 jan 2001  | Socorro       | LINEAR          | —         | MPC                           |
| 193561     | 2001 AG11  | 2 jan 2001  | Socorro       | LINEAR          | —         | MPC                           |
| 193562     | 2001 AZ11  | 2 jan 2001  | Socorro       | LINEAR          | Pallas    | MPC                           |
| 193563     | 2001 AO12  | 2 jan 2001  | Socorro       | LINEAR          | —         | MPC                           |
| 193564     | 2001 AW15  | 2 jan 2001  | Socorro       | LINEAR          | —         | MPC                           |
| 193565     | 2001 AJ27  | 5 jan 2001  | Socorro       | LINEAR          | —         | MPC                           |
| 193566     | 2001 AR30  | 4 jan 2001  | Socorro       | LINEAR          | —         | MPC                           |
| 193567     | 2001 AE32  | 4 jan 2001  | Socorro       | LINEAR          | —         | MPC                           |
| 193568     | 2001 AO33  | 4 jan 2001  | Socorro       | LINEAR          | —         | MPC                           |
| 193569     | 2001 AB34  | 4 jan 2001  | Socorro       | LINEAR          | —         | MPC                           |
| 193570     | 2001 AR36  | 5 jan 2001  | Socorro       | LINEAR          | Vesta     | MPC                           |
| 193571     | 2001 AG40  | 3 jan 2001  | Anderson Mesa | LONEOS          | —         | MPC                           |
| 193572     | 2001 AW40  | 3 jan 2001  | Anderson Mesa | LONEOS          | —         | MPC                           |
| 193573     | 2001 AM42  | 4 jan 2001  | Anderson Mesa | LONEOS          | —         | MPC                           |
| 193574     | 2001 BB    | 17 jan 2001 | Oizumi        | T. Kobayashi    | Eos       | MPC                           |
| 193575     | 2001 BF    | 17 jan 2001 | Oizumi        | T. Kobayashi    | —         | MPC                           |
| 193576     | 2001 BG    | 17 jan 2001 | Oizumi        | T. Kobayashi    | —         | MPC                           |
| 193577     | 2001 BY1   | 16 jan 2001 | Kitt Peak     | Spacewatch      | —         | MPC                           |
| 193578     | 2001 BH2   | 16 jan 2001 | Haleakalā     | NEAT            | —         | MPC                           |
| 193579     | 2001 BS2   | 18 jan 2001 | Socorro       | LINEAR          | —         | MPC                           |
| 193580     | 2001 BM6   | 19 jan 2001 | Socorro       | LINEAR          | —         | MPC                           |
| 193581     | 2001 BW9   | 16 jan 2001 | Kitt Peak     | Spacewatch      | —         | MPC                           |
| 193582     | 2001 BF11  | 16 jan 2001 | Haleakalā     | NEAT            | —         | MPC                           |
| 193583     | 2001 BG21  | 19 jan 2001 | Socorro       | LINEAR          | —         | MPC                           |
| 193584     | 2001 BL22  | 20 jan 2001 | Socorro       | LINEAR          | Pallas    | MPC                           |
| 193585     | 2001 BB26  | 20 jan 2001 | Socorro       | LINEAR          | —         | MPC                           |
| 193586     | 2001 BT37  | 21 jan 2001 | Socorro       | LINEAR          | —         | MPC                           |
| 193587     | 2001 BQ38  | 23 jan 2001 | Oizumi        | T. Kobayashi    | —         | MPC                           |
| 193588     | 2001 BE40  | 18 jan 2001 | Socorro       | LINEAR          | —         | MPC                           |
| 193589     | 2001 BS42  | 19 jan 2001 | Socorro       | LINEAR          | —         | MPC                           |
| 193590     | 2001 BQ45  | 21 jan 2001 | Socorro       | LINEAR          | —         | MPC                           |
| 193591     | 2001 BV45  | 21 jan 2001 | Socorro       | LINEAR          | —         | MPC                           |
| 193592     | 2001 BN46  | 21 jan 2001 | Socorro       | LINEAR          | Vesta     | MPC                           |
| 193593     | 2001 BR46  | 21 jan 2001 | Socorro       | LINEAR          | —         | MPC                           |
| 193594     | 2001 BQ49  | 21 jan 2001 | Socorro       | LINEAR          | —         | MPC                           |
| 193595     | 2001 BK55  | 19 jan 2001 | Socorro       | LINEAR          | —         | MPC                           |
| 193596     | 2001 BV60  | 26 jan 2001 | Socorro       | LINEAR          | —         | MPC                           |
| 193597     | 2001 BO63  | 29 jan 2001 | Socorro       | LINEAR          | —         | MPC                           |
| 193598     | 2001 BF65  | 26 jan 2001 | Socorro       | LINEAR          | —         | MPC                           |
| 193599     | 2001 BJ66  | 26 jan 2001 | Socorro       | LINEAR          | —         | MPC                           |
| 193600     | 2001 BO67  | 31 jan 2001 | Socorro       | LINEAR          | —         | MPC                           |

## 193601–193700
| Designação | Designação | Descoberta  | Descoberta    | Descobridor(es) | Categoria | Mais informações / Referência |
| Permanente | Provisória | Data        | Local         | Descobridor(es) | Categoria | Mais informações / Referência |
| ---------- | ---------- | ----------- | ------------- | --------------- | --------- | ----------------------------- |
| 193601     | 2001 BQ68  | 31 jan 2001 | Socorro       | LINEAR          | —         | MPC                           |
| 193602     | 2001 BL70  | 21 jan 2001 | Socorro       | LINEAR          | Vesta     | MPC                           |
| 193603     | 2001 BU71  | 29 jan 2001 | Socorro       | LINEAR          | —         | MPC                           |
| 193604     | 2001 BG73  | 28 jan 2001 | Haleakalā     | NEAT            | —         | MPC                           |
| 193605     | 2001 BX75  | 26 jan 2001 | Socorro       | LINEAR          | —         | MPC                           |
| 193606     | 2001 BF78  | 24 jan 2001 | Kitt Peak     | Spacewatch      | —         | MPC                           |
| 193607     | 2001 BH82  | 18 jan 2001 | Socorro       | LINEAR          | —         | MPC                           |
| 193608     | 2001 CD2   | 1 fev 2001  | Socorro       | LINEAR          | —         | MPC                           |
| 193609     | 2001 CA7   | 1 fev 2001  | Socorro       | LINEAR          | Pallas    | MPC                           |
| 193610     | 2001 CS8   | 1 fev 2001  | Socorro       | LINEAR          | —         | MPC                           |
| 193611     | 2001 CQ12  | 1 fev 2001  | Socorro       | LINEAR          | —         | MPC                           |
| 193612     | 2001 CG13  | 1 fev 2001  | Socorro       | LINEAR          | —         | MPC                           |
| 193613     | 2001 CW13  | 1 fev 2001  | Socorro       | LINEAR          | —         | MPC                           |
| 193614     | 2001 CZ13  | 1 fev 2001  | Socorro       | LINEAR          | —         | MPC                           |
| 193615     | 2001 CY16  | 1 fev 2001  | Socorro       | LINEAR          | —         | MPC                           |
| 193616     | 2001 CZ17  | 2 fev 2001  | Socorro       | LINEAR          | —         | MPC                           |
| 193617     | 2001 CO18  | 2 fev 2001  | Socorro       | LINEAR          | —         | MPC                           |
| 193618     | 2001 CP19  | 2 fev 2001  | Socorro       | LINEAR          | —         | MPC                           |
| 193619     | 2001 CL21  | 1 fev 2001  | Anderson Mesa | LONEOS          | —         | MPC                           |
| 193620     | 2001 CZ21  | 1 fev 2001  | Anderson Mesa | LONEOS          | —         | MPC                           |
| 193621     | 2001 CU24  | 1 fev 2001  | Socorro       | LINEAR          | —         | MPC                           |
| 193622     | 2001 CR25  | 1 fev 2001  | Socorro       | LINEAR          | —         | MPC                           |
| 193623     | 2001 CC26  | 1 fev 2001  | Kitt Peak     | Spacewatch      | —         | MPC                           |
| 193624     | 2001 CW26  | 1 fev 2001  | Haleakalā     | NEAT            | —         | MPC                           |
| 193625     | 2001 CD29  | 2 fev 2001  | Anderson Mesa | LONEOS          | —         | MPC                           |
| 193626     | 2001 CV31  | 5 fev 2001  | Socorro       | LINEAR          | Eos       | MPC                           |
| 193627     | 2001 CD33  | 13 fev 2001 | Socorro       | LINEAR          | —         | MPC                           |
| 193628     | 2001 CQ33  | 13 fev 2001 | Socorro       | LINEAR          | —         | MPC                           |
| 193629     | 2001 CY33  | 13 fev 2001 | Socorro       | LINEAR          | Pallas    | MPC                           |
| 193630     | 2001 CY34  | 13 fev 2001 | Socorro       | LINEAR          | Phocaea   | MPC                           |
| 193631     | 2001 CA37  | 14 fev 2001 | Ondřejov      | L. Kotková      | —         | MPC                           |
| 193632     | 2001 CU37  | 15 fev 2001 | Socorro       | LINEAR          | Juno      | MPC                           |
| 193633     | 2001 CY39  | 13 fev 2001 | Socorro       | LINEAR          | —         | MPC                           |
| 193634     | 2001 CS44  | 15 fev 2001 | Socorro       | LINEAR          | —         | MPC                           |
| 193635     | 2001 CQ45  | 15 fev 2001 | Socorro       | LINEAR          | —         | MPC                           |
| 193636     | 2001 CS45  | 15 fev 2001 | Socorro       | LINEAR          | —         | MPC                           |
| 193637     | 2001 CQ48  | 12 fev 2001 | Anderson Mesa | LONEOS          | —         | MPC                           |
| 193638     | 2001 DY2   | 16 fev 2001 | Socorro       | LINEAR          | —         | MPC                           |
| 193639     | 2001 DK13  | 19 fev 2001 | Oizumi        | T. Kobayashi    | —         | MPC                           |
| 193640     | 2001 DJ15  | 16 fev 2001 | Socorro       | LINEAR          | —         | MPC                           |
| 193641     | 2001 DH16  | 16 fev 2001 | Socorro       | LINEAR          | Vesta     | MPC                           |
| 193642     | 2001 DH18  | 16 fev 2001 | Socorro       | LINEAR          | —         | MPC                           |
| 193643     | 2001 DK18  | 16 fev 2001 | Socorro       | LINEAR          | —         | MPC                           |
| 193644     | 2001 DL22  | 16 fev 2001 | Socorro       | LINEAR          | —         | MPC                           |
| 193645     | 2001 DL23  | 17 fev 2001 | Socorro       | LINEAR          | —         | MPC                           |
| 193646     | 2001 DF26  | 17 fev 2001 | Socorro       | LINEAR          | —         | MPC                           |
| 193647     | 2001 DB28  | 17 fev 2001 | Socorro       | LINEAR          | —         | MPC                           |
| 193648     | 2001 DT30  | 17 fev 2001 | Socorro       | LINEAR          | —         | MPC                           |
| 193649     | 2001 DA38  | 19 fev 2001 | Socorro       | LINEAR          | —         | MPC                           |
| 193650     | 2001 DU38  | 19 fev 2001 | Socorro       | LINEAR          | —         | MPC                           |
| 193651     | 2001 DL41  | 19 fev 2001 | Socorro       | LINEAR          | —         | MPC                           |
| 193652     | 2001 DX41  | 19 fev 2001 | Socorro       | LINEAR          | —         | MPC                           |
| 193653     | 2001 DB42  | 19 fev 2001 | Socorro       | LINEAR          | —         | MPC                           |
| 193654     | 2001 DV42  | 19 fev 2001 | Socorro       | LINEAR          | —         | MPC                           |
| 193655     | 2001 DV44  | 19 fev 2001 | Socorro       | LINEAR          | —         | MPC                           |
| 193656     | 2001 DK45  | 19 fev 2001 | Socorro       | LINEAR          | —         | MPC                           |
| 193657     | 2001 DP48  | 16 fev 2001 | Socorro       | LINEAR          | —         | MPC                           |
| 193658     | 2001 DH50  | 16 fev 2001 | Socorro       | LINEAR          | —         | MPC                           |
| 193659     | 2001 DX53  | 20 fev 2001 | Črni Vrh      | Črni Vrh        | —         | MPC                           |
| 193660     | 2001 DB55  | 16 fev 2001 | Kitt Peak     | Spacewatch      | —         | MPC                           |
| 193661     | 2001 DH56  | 16 fev 2001 | Kitt Peak     | Spacewatch      | —         | MPC                           |
| 193662     | 2001 DA60  | 19 fev 2001 | Socorro       | LINEAR          | —         | MPC                           |
| 193663     | 2001 DG62  | 19 fev 2001 | Socorro       | LINEAR          | —         | MPC                           |
| 193664     | 2001 DR62  | 19 fev 2001 | Socorro       | LINEAR          | —         | MPC                           |
| 193665     | 2001 DU62  | 19 fev 2001 | Socorro       | LINEAR          | —         | MPC                           |
| 193666     | 2001 DE63  | 19 fev 2001 | Socorro       | LINEAR          | —         | MPC                           |
| 193667     | 2001 DU64  | 19 fev 2001 | Socorro       | LINEAR          | —         | MPC                           |
| 193668     | 2001 DJ66  | 19 fev 2001 | Socorro       | LINEAR          | —         | MPC                           |
| 193669     | 2001 DV66  | 19 fev 2001 | Socorro       | LINEAR          | —         | MPC                           |
| 193670     | 2001 DY76  | 22 fev 2001 | Kitt Peak     | Spacewatch      | Vesta     | MPC                           |
| 193671     | 2001 DV84  | 23 fev 2001 | Cerro Tololo  | DLS             | Ursula    | MPC                           |
| 193672     | 2001 DA91  | 21 fev 2001 | Haleakalā     | NEAT            | —         | MPC                           |
| 193673     | 2001 DQ96  | 17 fev 2001 | Socorro       | LINEAR          | —         | MPC                           |
| 193674     | 2001 DT99  | 17 fev 2001 | Haleakalā     | NEAT            | —         | MPC                           |
| 193675     | 2001 DA100 | 17 fev 2001 | Haleakala     | NEAT            | —         | MPC                           |
| 193676     | 2001 DN103 | 16 fev 2001 | Socorro       | LINEAR          | —         | MPC                           |
| 193677     | 2001 DH104 | 16 fev 2001 | Anderson Mesa | LONEOS          | —         | MPC                           |
| 193678     | 2001 DA105 | 16 fev 2001 | Anderson Mesa | LONEOS          | —         | MPC                           |
| 193679     | 2001 EO1   | 1 mar 2001  | Socorro       | LINEAR          | —         | MPC                           |
| 193680     | 2001 EX1   | 1 mar 2001  | Socorro       | LINEAR          | —         | MPC                           |
| 193681     | 2001 EE8   | 2 mar 2001  | Anderson Mesa | LONEOS          | —         | MPC                           |
| 193682     | 2001 EH14  | 15 mar 2001 | Socorro       | LINEAR          | —         | MPC                           |
| 193683     | 2001 EO14  | 15 mar 2001 | Socorro       | LINEAR          | —         | MPC                           |
| 193684     | 2001 EP15  | 14 mar 2001 | Socorro       | LINEAR          | Eos       | MPC                           |
| 193685     | 2001 EG16  | 15 mar 2001 | Haleakalā     | NEAT            | —         | MPC                           |
| 193686     | 2001 EP25  | 15 mar 2001 | Haleakala     | NEAT            | —         | MPC                           |
| 193687     | 2001 ET27  | 2 mar 2001  | Anderson Mesa | LONEOS          | —         | MPC                           |
| 193688     | 2001 FY2   | 18 mar 2001 | Socorro       | LINEAR          | —         | MPC                           |
| 193689     | 2001 FQ4   | 19 mar 2001 | Kitt Peak     | Spacewatch      | —         | MPC                           |
| 193690     | 2001 FE10  | 19 mar 2001 | Anderson Mesa | LONEOS          | —         | MPC                           |
| 193691     | 2001 FG11  | 19 mar 2001 | Anderson Mesa | LONEOS          | —         | MPC                           |
| 193692     | 2001 FA13  | 19 mar 2001 | Anderson Mesa | LONEOS          | —         | MPC                           |
| 193693     | 2001 FZ24  | 18 mar 2001 | Socorro       | LINEAR          | —         | MPC                           |
| 193694     | 2001 FK25  | 18 mar 2001 | Socorro       | LINEAR          | —         | MPC                           |
| 193695     | 2001 FU29  | 19 mar 2001 | Haleakalā     | NEAT            | —         | MPC                           |
| 193696     | 2001 FN37  | 18 mar 2001 | Socorro       | LINEAR          | —         | MPC                           |
| 193697     | 2001 FV42  | 18 mar 2001 | Socorro       | LINEAR          | —         | MPC                           |
| 193698     | 2001 FR45  | 18 mar 2001 | Socorro       | LINEAR          | —         | MPC                           |
| 193699     | 2001 FQ52  | 18 mar 2001 | Socorro       | LINEAR          | —         | MPC                           |
| 193700     | 2001 FV57  | 21 mar 2001 | Socorro       | LINEAR          | —         | MPC                           |

## 193701–193800
| Designação         | Designação | Descoberta  | Descoberta         | Descobridor(es) | Categoria | Mais informações / Referência |
| Permanente         | Provisória | Data        | Local              | Descobridor(es) | Categoria | Mais informações / Referência |
| ------------------ | ---------- | ----------- | ------------------ | --------------- | --------- | ----------------------------- |
| 193701             | 2001 FH58  | 19 mar 2001 | Socorro            | LINEAR          | —         | MPC                           |
| 193702             | 2001 FS62  | 19 mar 2001 | Socorro            | LINEAR          | —         | MPC                           |
| 193703             | 2001 FX63  | 19 mar 2001 | Socorro            | LINEAR          | —         | MPC                           |
| 193704             | 2001 FQ65  | 19 mar 2001 | Socorro            | LINEAR          | —         | MPC                           |
| 193705             | 2001 FT69  | 19 mar 2001 | Socorro            | LINEAR          | Brangane  | MPC                           |
| 193706             | 2001 FB75  | 19 mar 2001 | Socorro            | LINEAR          | —         | MPC                           |
| 193707             | 2001 FK79  | 21 mar 2001 | Socorro            | LINEAR          | —         | MPC                           |
| 193708             | 2001 FE80  | 21 mar 2001 | Socorro            | LINEAR          | —         | MPC                           |
| 193709             | 2001 FG82  | 23 mar 2001 | Socorro            | LINEAR          | —         | MPC                           |
| 193710             | 2001 FT82  | 23 mar 2001 | Socorro            | LINEAR          | —         | MPC                           |
| 193711             | 2001 FC83  | 24 mar 2001 | Socorro            | LINEAR          | —         | MPC                           |
| 193712             | 2001 FO84  | 26 mar 2001 | Kitt Peak          | Spacewatch      | —         | MPC                           |
| 193713             | 2001 FG87  | 21 mar 2001 | Anderson Mesa      | LONEOS          | —         | MPC                           |
| 193714             | 2001 FA90  | 27 mar 2001 | Kitt Peak          | Spacewatch      | —         | MPC                           |
| 193715             | 2001 FP91  | 16 mar 2001 | Kitt Peak          | Spacewatch      | —         | MPC                           |
| 193716             | 2001 FF100 | 17 mar 2001 | Socorro            | LINEAR          | —         | MPC                           |
| 193717             | 2001 FP102 | 17 mar 2001 | Eskridge           | Farpoint Obs.   | —         | MPC                           |
| 193718             | 2001 FW106 | 18 mar 2001 | Anderson Mesa      | LONEOS          | —         | MPC                           |
| 193719             | 2001 FY106 | 18 mar 2001 | Anderson Mesa      | LONEOS          | —         | MPC                           |
| 193720             | 2001 FE107 | 18 mar 2001 | Anderson Mesa      | LONEOS          | —         | MPC                           |
| 193721             | 2001 FN107 | 18 mar 2001 | Anderson Mesa      | LONEOS          | —         | MPC                           |
| 193722             | 2001 FR111 | 18 mar 2001 | Socorro            | LINEAR          | Brangane  | MPC                           |
| 193723             | 2001 FP112 | 18 mar 2001 | Haleakalā          | NEAT            | —         | MPC                           |
| 193724             | 2001 FT113 | 19 mar 2001 | Anderson Mesa      | LONEOS          | —         | MPC                           |
| 193725             | 2001 FR114 | 19 mar 2001 | Anderson Mesa      | LONEOS          | —         | MPC                           |
| 193726             | 2001 FQ139 | 21 mar 2001 | Kitt Peak          | Spacewatch      | —         | MPC                           |
| 193727             | 2001 FS139 | 21 mar 2001 | Kitt Peak          | Spacewatch      | —         | MPC                           |
| 193728             | 2001 FJ149 | 24 mar 2001 | Socorro            | LINEAR          | —         | MPC                           |
| 193729             | 2001 FZ153 | 26 mar 2001 | Socorro            | LINEAR          | —         | MPC                           |
| 193730             | 2001 FE156 | 26 mar 2001 | Haleakalā          | NEAT            | —         | MPC                           |
| 193731             | 2001 FY162 | 18 mar 2001 | Socorro            | LINEAR          | —         | MPC                           |
| 193732             | 2001 FF168 | 21 mar 2001 | Kitt Peak          | Spacewatch      | —         | MPC                           |
| 193733             | 2001 FX169 | 24 mar 2001 | Kitt Peak          | Spacewatch      | —         | MPC                           |
| 193734             | 2001 FY179 | 20 mar 2001 | Anderson Mesa      | LONEOS          | —         | MPC                           |
| 193735             | 2001 FD180 | 20 mar 2001 | Anderson Mesa      | LONEOS          | —         | MPC                           |
| 193736 Henrythroop | 2001 FQ182 | 25 mar 2001 | Kitt Peak          | M. W. Buie      | —         | MPC                           |
| 193737             | 2001 FY185 | 16 mar 2001 | Socorro            | LINEAR          | —         | MPC                           |
| 193738             | 2001 FT186 | 18 mar 2001 | Anderson Mesa      | LONEOS          | —         | MPC                           |
| 193739             | 2001 FQ187 | 20 mar 2001 | Kitt Peak          | Spacewatch      | —         | MPC                           |
| 193740             | 2001 FK188 | 16 mar 2001 | Socorro            | LINEAR          | —         | MPC                           |
| 193741             | 2001 HY19  | 26 abr 2001 | Kitt Peak          | Spacewatch      | —         | MPC                           |
| 193742             | 2001 HE33  | 27 abr 2001 | Socorro            | LINEAR          | —         | MPC                           |
| 193743             | 2001 HG54  | 24 abr 2001 | Anderson Mesa      | LONEOS          | —         | MPC                           |
| 193744             | 2001 HW56  | 24 abr 2001 | Haleakalā          | NEAT            | —         | MPC                           |
| 193745             | 2001 HX58  | 17 abr 2001 | Anderson Mesa      | LONEOS          | —         | MPC                           |
| 193746             | 2001 JB3   | 15 mai 2001 | Anderson Mesa      | LONEOS          | —         | MPC                           |
| 193747             | 2001 JZ3   | 15 mai 2001 | Haleakalā          | NEAT            | —         | MPC                           |
| 193748             | 2001 JS9   | 15 mai 2001 | Haleakala          | NEAT            | —         | MPC                           |
| 193749             | 2001 KG    | 17 mai 2001 | Socorro            | LINEAR          | —         | MPC                           |
| 193750             | 2001 KC3   | 17 mai 2001 | Socorro            | LINEAR          | —         | MPC                           |
| 193751             | 2001 KH9   | 18 mai 2001 | Socorro            | LINEAR          | —         | MPC                           |
| 193752             | 2001 KR15  | 18 mai 2001 | Socorro            | LINEAR          | —         | MPC                           |
| 193753             | 2001 KB25  | 17 mai 2001 | Socorro            | LINEAR          | Themis    | MPC                           |
| 193754             | 2001 KH31  | 22 mai 2001 | Socorro            | LINEAR          | —         | MPC                           |
| 193755             | 2001 KP40  | 23 mai 2001 | Socorro            | LINEAR          | —         | MPC                           |
| 193756             | 2001 KA51  | 21 mai 2001 | Socorro            | LINEAR          | —         | MPC                           |
| 193757             | 2001 KV60  | 17 mai 2001 | Kitt Peak          | Spacewatch      | —         | MPC                           |
| 193758             | 2001 KN66  | 23 mai 2001 | Socorro            | LINEAR          | —         | MPC                           |
| 193759             | 2001 KG72  | 24 mai 2001 | Socorro            | LINEAR          | —         | MPC                           |
| 193760             | 2001 KY73  | 25 mai 2001 | Kitt Peak          | Spacewatch      | —         | MPC                           |
| 193761             | 2001 KB74  | 25 mai 2001 | Kitt Peak          | Spacewatch      | Brangane  | MPC                           |
| 193762             | 2001 KO74  | 26 mai 2001 | Socorro            | LINEAR          | —         | MPC                           |
| 193763             | 2001 LF12  | 15 jun 2001 | Socorro            | LINEAR          | —         | MPC                           |
| 193764             | 2001 LG13  | 15 jun 2001 | Socorro            | LINEAR          | —         | MPC                           |
| 193765             | 2001 MQ    | 17 jun 2001 | Palomar            | NEAT            | —         | MPC                           |
| 193766             | 2001 MW1   | 18 jun 2001 | Wise               | Wise Obs.       | —         | MPC                           |
| 193767             | 2001 ME13  | 23 jun 2001 | Palomar            | NEAT            | —         | MPC                           |
| 193768             | 2001 MW16  | 27 jun 2001 | Palomar            | NEAT            | —         | MPC                           |
| 193769             | 2001 MH23  | 27 jun 2001 | Haleakalā          | NEAT            | —         | MPC                           |
| 193770             | 2001 NK    | 9 jul 2001  | Needville          | Needville Obs.  | —         | MPC                           |
| 193771             | 2001 NW2   | 12 jul 2001 | Palomar            | NEAT            | —         | MPC                           |
| 193772             | 2001 NK4   | 13 jul 2001 | Palomar            | NEAT            | —         | MPC                           |
| 193773             | 2001 OX    | 17 jul 2001 | Haleakalā          | NEAT            | —         | MPC                           |
| 193774             | 2001 OK5   | 17 jul 2001 | Anderson Mesa      | LONEOS          | —         | MPC                           |
| 193775             | 2001 OL5   | 17 jul 2001 | Anderson Mesa      | LONEOS          | —         | MPC                           |
| 193776             | 2001 OT11  | 18 jul 2001 | Haleakalā          | NEAT            | —         | MPC                           |
| 193777             | 2001 OG15  | 18 jul 2001 | Palomar            | NEAT            | —         | MPC                           |
| 193778             | 2001 OM16  | 22 jul 2001 | Jonathan B. Postel | V. Pozzoli      | —         | MPC                           |
| 193779             | 2001 OT17  | 17 jul 2001 | Haleakalā          | NEAT            | —         | MPC                           |
| 193780             | 2001 OX24  | 16 jul 2001 | Anderson Mesa      | LONEOS          | —         | MPC                           |
| 193781             | 2001 OR25  | 18 jul 2001 | Haleakalā          | NEAT            | —         | MPC                           |
| 193782             | 2001 OA34  | 19 jul 2001 | Palomar            | NEAT            | —         | MPC                           |
| 193783             | 2001 OT34  | 19 jul 2001 | Palomar            | NEAT            | —         | MPC                           |
| 193784             | 2001 OT40  | 20 jul 2001 | Palomar            | NEAT            | —         | MPC                           |
| 193785             | 2001 OX44  | 16 jul 2001 | Anderson Mesa      | LONEOS          | —         | MPC                           |
| 193786             | 2001 OP48  | 16 jul 2001 | Haleakalā          | NEAT            | —         | MPC                           |
| 193787             | 2001 OJ51  | 21 jul 2001 | Palomar            | NEAT            | —         | MPC                           |
| 193788             | 2001 OZ53  | 21 jul 2001 | Palomar            | NEAT            | —         | MPC                           |
| 193789             | 2001 OB59  | 21 jul 2001 | Haleakalā          | NEAT            | —         | MPC                           |
| 193790             | 2001 OL72  | 21 jul 2001 | Anderson Mesa      | LONEOS          | —         | MPC                           |
| 193791             | 2001 OE73  | 21 jul 2001 | Anderson Mesa      | LONEOS          | —         | MPC                           |
| 193792             | 2001 OB79  | 26 jul 2001 | Palomar            | NEAT            | —         | MPC                           |
| 193793             | 2001 OR79  | 27 jul 2001 | Palomar            | NEAT            | —         | MPC                           |
| 193794             | 2001 OB87  | 29 jul 2001 | Palomar            | NEAT            | —         | MPC                           |
| 193795             | 2001 OF98  | 25 jul 2001 | Haleakalā          | NEAT            | —         | MPC                           |
| 193796             | 2001 OB104 | 30 jul 2001 | Socorro            | LINEAR          | —         | MPC                           |
| 193797             | 2001 OO106 | 29 jul 2001 | Socorro            | LINEAR          | —         | MPC                           |
| 193798             | 2001 PF8   | 11 ago 2001 | Palomar            | NEAT            | —         | MPC                           |
| 193799             | 2001 PE12  | 11 ago 2001 | Haleakalā          | NEAT            | —         | MPC                           |
| 193800             | 2001 PM12  | 12 ago 2001 | Palomar            | NEAT            | —         | MPC                           |

## 193801–193900
| Designação | Designação | Descoberta  | Descoberta       | Descobridor(es)     | Categoria | Mais informações / Referência |
| Permanente | Provisória | Data        | Local            | Descobridor(es)     | Categoria | Mais informações / Referência |
| ---------- | ---------- | ----------- | ---------------- | ------------------- | --------- | ----------------------------- |
| 193801     | 2001 PV13  | 14 ago 2001 | Emerald Lane     | L. Ball             | —         | MPC                           |
| 193802     | 2001 PS17  | 9 ago 2001  | Palomar          | NEAT                | —         | MPC                           |
| 193803     | 2001 PF19  | 10 ago 2001 | Palomar          | NEAT                | —         | MPC                           |
| 193804     | 2001 PQ20  | 10 ago 2001 | Palomar          | NEAT                | —         | MPC                           |
| 193805     | 2001 PA21  | 10 ago 2001 | Haleakalā        | NEAT                | —         | MPC                           |
| 193806     | 2001 PO21  | 10 ago 2001 | Haleakala        | NEAT                | —         | MPC                           |
| 193807     | 2001 PM22  | 10 ago 2001 | Haleakala        | NEAT                | —         | MPC                           |
| 193808     | 2001 PK23  | 11 ago 2001 | Haleakala        | NEAT                | —         | MPC                           |
| 193809     | 2001 PQ27  | 11 ago 2001 | Haleakala        | NEAT                | —         | MPC                           |
| 193810     | 2001 PA39  | 11 ago 2001 | Palomar          | NEAT                | —         | MPC                           |
| 193811     | 2001 PP42  | 12 ago 2001 | Palomar          | NEAT                | —         | MPC                           |
| 193812     | 2001 PV50  | 10 ago 2001 | Palomar          | NEAT                | —         | MPC                           |
| 193813     | 2001 PM52  | 15 ago 2001 | Haleakalā        | NEAT                | —         | MPC                           |
| 193814     | 2001 PV57  | 14 ago 2001 | Haleakala        | NEAT                | —         | MPC                           |
| 193815     | 2001 PW57  | 14 ago 2001 | Haleakala        | NEAT                | —         | MPC                           |
| 193816     | 2001 PM65  | 12 ago 2001 | Palomar          | NEAT                | —         | MPC                           |
| 193817     | 2001 PR65  | 13 ago 2001 | Haleakalā        | NEAT                | —         | MPC                           |
| 193818     | 2001 QH    | 16 ago 2001 | San Marcello     | L. Tesi, G. Forti   | —         | MPC                           |
| 193819     | 2001 QE8   | 16 ago 2001 | Socorro          | LINEAR              | —         | MPC                           |
| 193820     | 2001 QV9   | 16 ago 2001 | Socorro          | LINEAR              | —         | MPC                           |
| 193821     | 2001 QN17  | 16 ago 2001 | Socorro          | LINEAR              | —         | MPC                           |
| 193822     | 2001 QD20  | 16 ago 2001 | Socorro          | LINEAR              | —         | MPC                           |
| 193823     | 2001 QL26  | 16 ago 2001 | Socorro          | LINEAR              | —         | MPC                           |
| 193824     | 2001 QO26  | 16 ago 2001 | Socorro          | LINEAR              | —         | MPC                           |
| 193825     | 2001 QT27  | 16 ago 2001 | Socorro          | LINEAR              | —         | MPC                           |
| 193826     | 2001 QM32  | 17 ago 2001 | Socorro          | LINEAR              | Ursula    | MPC                           |
| 193827     | 2001 QX34  | 16 ago 2001 | Socorro          | LINEAR              | —         | MPC                           |
| 193828     | 2001 QC35  | 16 ago 2001 | Socorro          | LINEAR              | —         | MPC                           |
| 193829     | 2001 QX38  | 16 ago 2001 | Socorro          | LINEAR              | —         | MPC                           |
| 193830     | 2001 QS41  | 16 ago 2001 | Socorro          | LINEAR              | —         | MPC                           |
| 193831     | 2001 QU42  | 16 ago 2001 | Socorro          | LINEAR              | —         | MPC                           |
| 193832     | 2001 QW42  | 16 ago 2001 | Socorro          | LINEAR              | —         | MPC                           |
| 193833     | 2001 QG43  | 16 ago 2001 | Socorro          | LINEAR              | —         | MPC                           |
| 193834     | 2001 QQ43  | 16 ago 2001 | Socorro          | LINEAR              | —         | MPC                           |
| 193835     | 2001 QZ47  | 16 ago 2001 | Socorro          | LINEAR              | —         | MPC                           |
| 193836     | 2001 QG48  | 16 ago 2001 | Socorro          | LINEAR              | —         | MPC                           |
| 193837     | 2001 QQ52  | 16 ago 2001 | Socorro          | LINEAR              | —         | MPC                           |
| 193838     | 2001 QQ55  | 16 ago 2001 | Socorro          | LINEAR              | —         | MPC                           |
| 193839     | 2001 QM56  | 16 ago 2001 | Socorro          | LINEAR              | —         | MPC                           |
| 193840     | 2001 QC59  | 17 ago 2001 | Socorro          | LINEAR              | —         | MPC                           |
| 193841     | 2001 QJ63  | 16 ago 2001 | Socorro          | LINEAR              | —         | MPC                           |
| 193842     | 2001 QX67  | 19 ago 2001 | Socorro          | LINEAR              | —         | MPC                           |
| 193843     | 2001 QU72  | 20 ago 2001 | Palomar          | NEAT                | —         | MPC                           |
| 193844     | 2001 QR81  | 17 ago 2001 | Socorro          | LINEAR              | —         | MPC                           |
| 193845     | 2001 QL100 | 21 ago 2001 | Palomar          | NEAT                | —         | MPC                           |
| 193846     | 2001 QZ103 | 20 ago 2001 | Socorro          | LINEAR              | —         | MPC                           |
| 193847     | 2001 QG109 | 20 ago 2001 | Palomar          | NEAT                | —         | MPC                           |
| 193848     | 2001 QL109 | 20 ago 2001 | Haleakalā        | NEAT                | —         | MPC                           |
| 193849     | 2001 QK111 | 26 ago 2001 | Eskridge         | Farpoint Obs.       | —         | MPC                           |
| 193850     | 2001 QT112 | 25 ago 2001 | Socorro          | LINEAR              | —         | MPC                           |
| 193851     | 2001 QM114 | 17 ago 2001 | Socorro          | LINEAR              | —         | MPC                           |
| 193852     | 2001 QS114 | 17 ago 2001 | Socorro          | LINEAR              | —         | MPC                           |
| 193853     | 2001 QY115 | 17 ago 2001 | Socorro          | LINEAR              | —         | MPC                           |
| 193854     | 2001 QH117 | 17 ago 2001 | Socorro          | LINEAR              | —         | MPC                           |
| 193855     | 2001 QZ120 | 19 ago 2001 | Socorro          | LINEAR              | —         | MPC                           |
| 193856     | 2001 QX123 | 19 ago 2001 | Socorro          | LINEAR              | —         | MPC                           |
| 193857     | 2001 QY125 | 19 ago 2001 | Socorro          | LINEAR              | —         | MPC                           |
| 193858     | 2001 QD127 | 20 ago 2001 | Socorro          | LINEAR              | —         | MPC                           |
| 193859     | 2001 QZ128 | 20 ago 2001 | Socorro          | LINEAR              | —         | MPC                           |
| 193860     | 2001 QT133 | 21 ago 2001 | Socorro          | LINEAR              | —         | MPC                           |
| 193861     | 2001 QD137 | 22 ago 2001 | Socorro          | LINEAR              | —         | MPC                           |
| 193862     | 2001 QK141 | 24 ago 2001 | Socorro          | LINEAR              | —         | MPC                           |
| 193863     | 2001 QY141 | 24 ago 2001 | Socorro          | LINEAR              | —         | MPC                           |
| 193864     | 2001 QA142 | 24 ago 2001 | Socorro          | LINEAR              | —         | MPC                           |
| 193865     | 2001 QS142 | 24 ago 2001 | Goodricke-Pigott | R. A. Tucker        | —         | MPC                           |
| 193866     | 2001 QC143 | 21 ago 2001 | Kitt Peak        | Spacewatch          | —         | MPC                           |
| 193867     | 2001 QO145 | 24 ago 2001 | Kitt Peak        | Spacewatch          | —         | MPC                           |
| 193868     | 2001 QC149 | 21 ago 2001 | Haleakalā        | NEAT                | —         | MPC                           |
| 193869     | 2001 QD153 | 26 ago 2001 | Desert Eagle     | W. K. Y. Yeung      | —         | MPC                           |
| 193870     | 2001 QF154 | 29 ago 2001 | Ondřejov         | M. Wolf, L. Kotková | —         | MPC                           |
| 193871     | 2001 QA156 | 23 ago 2001 | Anderson Mesa    | LONEOS              | —         | MPC                           |
| 193872     | 2001 QO156 | 23 ago 2001 | Anderson Mesa    | LONEOS              | —         | MPC                           |
| 193873     | 2001 QX157 | 23 ago 2001 | Anderson Mesa    | LONEOS              | —         | MPC                           |
| 193874     | 2001 QA161 | 23 ago 2001 | Anderson Mesa    | LONEOS              | —         | MPC                           |
| 193875     | 2001 QW161 | 23 ago 2001 | Anderson Mesa    | LONEOS              | —         | MPC                           |
| 193876     | 2001 QW166 | 24 ago 2001 | Haleakalā        | NEAT                | —         | MPC                           |
| 193877     | 2001 QF174 | 26 ago 2001 | Socorro          | LINEAR              | —         | MPC                           |
| 193878     | 2001 QT178 | 27 ago 2001 | Palomar          | NEAT                | —         | MPC                           |
| 193879     | 2001 QQ179 | 25 ago 2001 | Palomar          | NEAT                | —         | MPC                           |
| 193880     | 2001 QE180 | 25 ago 2001 | Palomar          | NEAT                | —         | MPC                           |
| 193881     | 2001 QT180 | 26 ago 2001 | Palomar          | NEAT                | —         | MPC                           |
| 193882     | 2001 QW182 | 17 ago 2001 | Palomar          | NEAT                | —         | MPC                           |
| 193883     | 2001 QC183 | 27 ago 2001 | Palomar          | NEAT                | —         | MPC                           |
| 193884     | 2001 QZ186 | 21 ago 2001 | Desert Eagle     | W. K. Y. Yeung      | —         | MPC                           |
| 193885     | 2001 QN201 | 22 ago 2001 | Kitt Peak        | Spacewatch          | —         | MPC                           |
| 193886     | 2001 QO202 | 23 ago 2001 | Anderson Mesa    | LONEOS              | —         | MPC                           |
| 193887     | 2001 QO203 | 23 ago 2001 | Socorro          | LINEAR              | —         | MPC                           |
| 193888     | 2001 QL206 | 23 ago 2001 | Anderson Mesa    | LONEOS              | —         | MPC                           |
| 193889     | 2001 QW208 | 23 ago 2001 | Anderson Mesa    | LONEOS              | —         | MPC                           |
| 193890     | 2001 QK215 | 23 ago 2001 | Anderson Mesa    | LONEOS              | —         | MPC                           |
| 193891     | 2001 QM215 | 23 ago 2001 | Anderson Mesa    | LONEOS              | —         | MPC                           |
| 193892     | 2001 QZ215 | 23 ago 2001 | Anderson Mesa    | LONEOS              | —         | MPC                           |
| 193893     | 2001 QF218 | 23 ago 2001 | Anderson Mesa    | LONEOS              | —         | MPC                           |
| 193894     | 2001 QH225 | 24 ago 2001 | Desert Eagle     | W. K. Y. Yeung      | —         | MPC                           |
| 193895     | 2001 QJ226 | 24 ago 2001 | Anderson Mesa    | LONEOS              | —         | MPC                           |
| 193896     | 2001 QX229 | 24 ago 2001 | Anderson Mesa    | LONEOS              | —         | MPC                           |
| 193897     | 2001 QF230 | 24 ago 2001 | Anderson Mesa    | LONEOS              | —         | MPC                           |
| 193898     | 2001 QK230 | 24 ago 2001 | Anderson Mesa    | LONEOS              | —         | MPC                           |
| 193899     | 2001 QY230 | 24 ago 2001 | Anderson Mesa    | LONEOS              | —         | MPC                           |
| 193900     | 2001 QE234 | 24 ago 2001 | Socorro          | LINEAR              | —         | MPC                           |

## 193901–194000
| Designação | Designação | Descoberta  | Descoberta        | Descobridor(es) | Categoria | Mais informações / Referência |
| Permanente | Provisória | Data        | Local             | Descobridor(es) | Categoria | Mais informações / Referência |
| ---------- | ---------- | ----------- | ----------------- | --------------- | --------- | ----------------------------- |
| 193901     | 2001 QZ237 | 24 ago 2001 | Socorro           | LINEAR          | —         | MPC                           |
| 193902     | 2001 QJ242 | 24 ago 2001 | Socorro           | LINEAR          | —         | MPC                           |
| 193903     | 2001 QC245 | 24 ago 2001 | Socorro           | LINEAR          | —         | MPC                           |
| 193904     | 2001 QB247 | 24 ago 2001 | Socorro           | LINEAR          | —         | MPC                           |
| 193905     | 2001 QN247 | 24 ago 2001 | Socorro           | LINEAR          | —         | MPC                           |
| 193906     | 2001 QP247 | 24 ago 2001 | Socorro           | LINEAR          | —         | MPC                           |
| 193907     | 2001 QT247 | 24 ago 2001 | Socorro           | LINEAR          | —         | MPC                           |
| 193908     | 2001 QR248 | 24 ago 2001 | Socorro           | LINEAR          | —         | MPC                           |
| 193909     | 2001 QH249 | 24 ago 2001 | Socorro           | LINEAR          | —         | MPC                           |
| 193910     | 2001 QY249 | 24 ago 2001 | Haleakalā         | NEAT            | —         | MPC                           |
| 193911     | 2001 QW252 | 25 ago 2001 | Socorro           | LINEAR          | —         | MPC                           |
| 193912     | 2001 QT255 | 25 ago 2001 | Socorro           | LINEAR          | —         | MPC                           |
| 193913     | 2001 QV255 | 25 ago 2001 | Socorro           | LINEAR          | —         | MPC                           |
| 193914     | 2001 QA261 | 25 ago 2001 | Socorro           | LINEAR          | —         | MPC                           |
| 193915     | 2001 QE268 | 20 ago 2001 | Socorro           | LINEAR          | —         | MPC                           |
| 193916     | 2001 QF270 | 19 ago 2001 | Socorro           | LINEAR          | —         | MPC                           |
| 193917     | 2001 QF273 | 19 ago 2001 | Socorro           | LINEAR          | —         | MPC                           |
| 193918     | 2001 QH276 | 19 ago 2001 | Socorro           | LINEAR          | —         | MPC                           |
| 193919     | 2001 QS278 | 19 ago 2001 | Socorro           | LINEAR          | —         | MPC                           |
| 193920     | 2001 QO284 | 30 ago 2001 | Palomar           | NEAT            | —         | MPC                           |
| 193921     | 2001 QE287 | 17 ago 2001 | Socorro           | LINEAR          | —         | MPC                           |
| 193922     | 2001 QC288 | 17 ago 2001 | Socorro           | LINEAR          | —         | MPC                           |
| 193923     | 2001 QY291 | 16 ago 2001 | Socorro           | LINEAR          | —         | MPC                           |
| 193924     | 2001 QR293 | 28 ago 2001 | Bergisch Gladbach | W. Bickel       | —         | MPC                           |
| 193925     | 2001 QC330 | 25 ago 2001 | Anderson Mesa     | LONEOS          | —         | MPC                           |
| 193926     | 2001 RW2   | 9 set 2001  | Desert Eagle      | W. K. Y. Yeung  | —         | MPC                           |
| 193927     | 2001 RQ5   | 9 set 2001  | Desert Eagle      | W. K. Y. Yeung  | —         | MPC                           |
| 193928     | 2001 RJ15  | 10 set 2001 | Socorro           | LINEAR          | —         | MPC                           |
| 193929     | 2001 RF21  | 7 set 2001  | Socorro           | LINEAR          | —         | MPC                           |
| 193930     | 2001 RF22  | 7 set 2001  | Socorro           | LINEAR          | Mitidika  | MPC                           |
| 193931     | 2001 RM25  | 7 set 2001  | Socorro           | LINEAR          | —         | MPC                           |
| 193932     | 2001 RO25  | 7 set 2001  | Socorro           | LINEAR          | —         | MPC                           |
| 193933     | 2001 RR25  | 7 set 2001  | Socorro           | LINEAR          | —         | MPC                           |
| 193934     | 2001 RW27  | 7 set 2001  | Socorro           | LINEAR          | —         | MPC                           |
| 193935     | 2001 RX27  | 7 set 2001  | Socorro           | LINEAR          | —         | MPC                           |
| 193936     | 2001 RG28  | 7 set 2001  | Socorro           | LINEAR          | —         | MPC                           |
| 193937     | 2001 RT28  | 7 set 2001  | Socorro           | LINEAR          | —         | MPC                           |
| 193938     | 2001 RU30  | 7 set 2001  | Socorro           | LINEAR          | —         | MPC                           |
| 193939     | 2001 RL32  | 8 set 2001  | Socorro           | LINEAR          | —         | MPC                           |
| 193940     | 2001 RC34  | 8 set 2001  | Socorro           | LINEAR          | —         | MPC                           |
| 193941     | 2001 RV34  | 8 set 2001  | Socorro           | LINEAR          | —         | MPC                           |
| 193942     | 2001 RQ36  | 8 set 2001  | Socorro           | LINEAR          | —         | MPC                           |
| 193943     | 2001 RV37  | 8 set 2001  | Socorro           | LINEAR          | —         | MPC                           |
| 193944     | 2001 RY38  | 9 set 2001  | Socorro           | LINEAR          | —         | MPC                           |
| 193945     | 2001 RT42  | 11 set 2001 | Socorro           | LINEAR          | —         | MPC                           |
| 193946     | 2001 RH43  | 11 set 2001 | Oakley            | Oakley Obs.     | —         | MPC                           |
| 193947     | 2001 RA46  | 15 set 2001 | Emerald Lane      | L. Ball         | —         | MPC                           |
| 193948     | 2001 RQ47  | 12 set 2001 | Socorro           | LINEAR          | —         | MPC                           |
| 193949     | 2001 RM52  | 12 set 2001 | Socorro           | LINEAR          | —         | MPC                           |
| 193950     | 2001 RP56  | 12 set 2001 | Socorro           | LINEAR          | —         | MPC                           |
| 193951     | 2001 RK58  | 12 set 2001 | Socorro           | LINEAR          | —         | MPC                           |
| 193952     | 2001 RH62  | 12 set 2001 | Socorro           | LINEAR          | —         | MPC                           |
| 193953     | 2001 RP64  | 10 set 2001 | Socorro           | LINEAR          | —         | MPC                           |
| 193954     | 2001 RW65  | 10 set 2001 | Socorro           | LINEAR          | —         | MPC                           |
| 193955     | 2001 RC68  | 10 set 2001 | Socorro           | LINEAR          | —         | MPC                           |
| 193956     | 2001 RU68  | 10 set 2001 | Socorro           | LINEAR          | —         | MPC                           |
| 193957     | 2001 RX72  | 10 set 2001 | Socorro           | LINEAR          | —         | MPC                           |
| 193958     | 2001 RH74  | 10 set 2001 | Socorro           | LINEAR          | —         | MPC                           |
| 193959     | 2001 RL80  | 13 set 2001 | Palomar           | NEAT            | —         | MPC                           |
| 193960     | 2001 RG81  | 14 set 2001 | Palomar           | NEAT            | —         | MPC                           |
| 193961     | 2001 RE83  | 11 set 2001 | Anderson Mesa     | LONEOS          | —         | MPC                           |
| 193962     | 2001 RK86  | 11 set 2001 | Anderson Mesa     | LONEOS          | —         | MPC                           |
| 193963     | 2001 RM88  | 11 set 2001 | Anderson Mesa     | LONEOS          | —         | MPC                           |
| 193964     | 2001 RD90  | 11 set 2001 | Anderson Mesa     | LONEOS          | —         | MPC                           |
| 193965     | 2001 RE90  | 11 set 2001 | Anderson Mesa     | LONEOS          | —         | MPC                           |
| 193966     | 2001 RA92  | 11 set 2001 | Anderson Mesa     | LONEOS          | —         | MPC                           |
| 193967     | 2001 RC93  | 11 set 2001 | Anderson Mesa     | LONEOS          | —         | MPC                           |
| 193968     | 2001 RV93  | 11 set 2001 | Anderson Mesa     | LONEOS          | —         | MPC                           |
| 193969     | 2001 RY94  | 11 set 2001 | Anderson Mesa     | LONEOS          | —         | MPC                           |
| 193970     | 2001 RW98  | 12 set 2001 | Socorro           | LINEAR          | —         | MPC                           |
| 193971     | 2001 RW99  | 12 set 2001 | Socorro           | LINEAR          | —         | MPC                           |
| 193972     | 2001 RD102 | 12 set 2001 | Socorro           | LINEAR          | —         | MPC                           |
| 193973     | 2001 RA103 | 12 set 2001 | Socorro           | LINEAR          | —         | MPC                           |
| 193974     | 2001 RW104 | 12 set 2001 | Socorro           | LINEAR          | —         | MPC                           |
| 193975     | 2001 RQ106 | 12 set 2001 | Socorro           | LINEAR          | —         | MPC                           |
| 193976     | 2001 RV116 | 12 set 2001 | Socorro           | LINEAR          | —         | MPC                           |
| 193977     | 2001 RG120 | 12 set 2001 | Socorro           | LINEAR          | —         | MPC                           |
| 193978     | 2001 RD121 | 12 set 2001 | Socorro           | LINEAR          | —         | MPC                           |
| 193979     | 2001 RK124 | 12 set 2001 | Socorro           | LINEAR          | —         | MPC                           |
| 193980     | 2001 RL125 | 12 set 2001 | Socorro           | LINEAR          | —         | MPC                           |
| 193981     | 2001 RB126 | 12 set 2001 | Socorro           | LINEAR          | —         | MPC                           |
| 193982     | 2001 RK126 | 12 set 2001 | Socorro           | LINEAR          | —         | MPC                           |
| 193983     | 2001 RE127 | 12 set 2001 | Socorro           | LINEAR          | —         | MPC                           |
| 193984     | 2001 RU130 | 12 set 2001 | Socorro           | LINEAR          | —         | MPC                           |
| 193985     | 2001 RQ132 | 12 set 2001 | Socorro           | LINEAR          | —         | MPC                           |
| 193986     | 2001 RC134 | 12 set 2001 | Socorro           | LINEAR          | —         | MPC                           |
| 193987     | 2001 RZ135 | 12 set 2001 | Socorro           | LINEAR          | —         | MPC                           |
| 193988     | 2001 RC137 | 12 set 2001 | Socorro           | LINEAR          | —         | MPC                           |
| 193989     | 2001 RC141 | 12 set 2001 | Socorro           | LINEAR          | —         | MPC                           |
| 193990     | 2001 RQ147 | 9 set 2001  | Haleakalā         | NEAT            | —         | MPC                           |
| 193991     | 2001 RA149 | 10 set 2001 | Anderson Mesa     | LONEOS          | —         | MPC                           |
| 193992     | 2001 RJ149 | 10 set 2001 | Socorro           | LINEAR          | —         | MPC                           |
| 193993     | 2001 RX150 | 11 set 2001 | Anderson Mesa     | LONEOS          | —         | MPC                           |
| 193994     | 2001 RE151 | 11 set 2001 | Anderson Mesa     | LONEOS          | —         | MPC                           |
| 193995     | 2001 RK151 | 11 set 2001 | Anderson Mesa     | LONEOS          | —         | MPC                           |
| 193996     | 2001 RE152 | 11 set 2001 | Anderson Mesa     | LONEOS          | —         | MPC                           |
| 193997     | 2001 RM152 | 11 set 2001 | Anderson Mesa     | LONEOS          | —         | MPC                           |
| 193998     | 2001 RP152 | 11 set 2001 | Anderson Mesa     | LONEOS          | —         | MPC                           |
| 193999     | 2001 RO153 | 13 set 2001 | Nashville         | R. Clingan      | —         | MPC                           |
| 194000     | 2001 RC154 | 15 set 2001 | Palomar           | NEAT            | —         | MPC                           |